# 폴가르 유디트
유디트 폴가르(Judit Polgár, 1976년 7월 23일 출생)는 헝가리의 체스 그랜드마스터로, 역대 체스 선수 중 가장 강한 여성으로 널리 인정받고 있다. 1991년, 폴가르는 15세 4개월의 나이로 그랜드마스터 타이틀을 획득했는데, 이는 당시 전 세계 챔피언 보비 피셔가 보유했던 기록을 깨고 최연소 그랜드마스터가 된 것이었다. 그녀는 1989년 1월 국제 체스 연맹 랭킹 목록에서 55위를 차지하며 12세의 나이로 FIDE 상위 100위 안에 진입한 최연소 선수가 되었다.
폴가르는 2005년에 참가하여 세계 체스 선수권 대회의 심각한 후보였던 유일한 여성이다. 그녀는 이전에 세계 선수권 대회를 위한 대규모 100명 이상의 녹아웃 토너먼트에 참가한 적이 있다. 그녀는 또한 2700 엘로를 돌파한 유일한 여성으로, 2004년 세계 랭킹 8위, 2005년 최고 평점 2735를 기록했다. 그녀는 1996년 처음으로 체스 선수 상위 10위 안에 랭크된 유일한 여성이다. 그녀는 1989년 1월부터 2014년 8월 13일 은퇴할 때까지 세계 랭킹 1위 여성이었다.
그녀는 1993년 헤이스팅스, 1994년 마드리드, 1996년 레온, 1998년 U.S. 오픈, 1999년 후게빈, 2000년 지게만 & Co, 2000년 잡파, 2000년 나이도르프 기념 대회에서 우승했거나 공동 우승했다. 폴가르는 현 세계 랭킹 1위 선수에게 승리한 유일한 여성이며, 래피드 또는 클래식 체스에서 현재 또는 전 세계 챔피언 11명을 꺾었다: 망누스 칼센, 아나톨리 카르포프, 가리 카스파로프, 블라디미르 크람니크, 보리스 스파스키, 바실리 스미슬로프, 베셀린 토팔로프, 비스와나탄 아난드, 루슬란 포노마료프, 알렉산데르 할리프만, 루스탐 카심자노프.
2014년 8월 13일, 그녀는 경쟁 체스에서 은퇴한다고 발표했다. 2015년 6월, 폴가르는 헝가리 남자 국가대표팀의 새로운 주장 겸 수석 코치로 선출되었다. 2015년 8월 20일, 그녀는 헝가리 최고의 훈장인 헝가리 성 슈테판 훈장 대십자장을 수여받았다. 2021년, 폴가르는 세계 체스 명예의 전당에 헌액되었다. 2024년 9월, 유디트 폴가르는 그녀의 시대에 세계 최고의 체스 경쟁자로 인정받은 최고의 여성 선수로 FIDE100 상을 수상했다. 이 상은 경기와 게임 홍보를 통해 체스 발전에 기여하고, 다른 선수들에게 좋은 모범이 되며, 가급적 체스계를 넘어 인정을 받은 선수에게 수여된다.

## 초기 삶

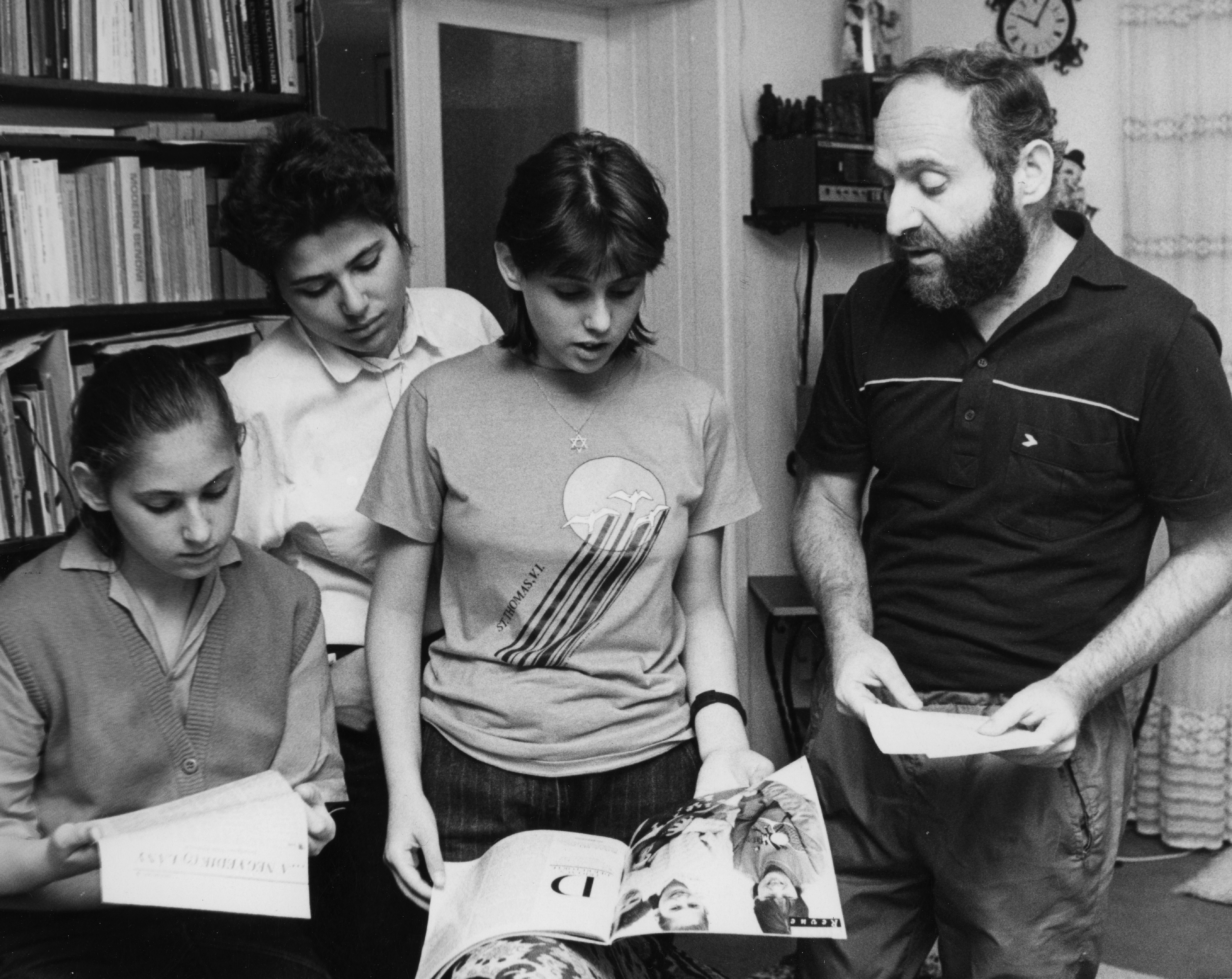
1989년의 유디트, 수잔, 소피아, 라슬로 폴가르

폴가르는 1976년 7월 23일 부다페스트의 헝가리 유대인 가정에서 태어났다. 폴가르와 그녀의 두 언니, 그랜드마스터 수잔과 국제 마스터 소피아는 그들의 아버지 라슬로 폴가르가 어린 시절부터 특정 과목에서 훈련받으면 아이들이 뛰어난 성과를 낼 수 있다는 것을 증명하기 위해 수행한 교육 실험의 일부였다. 라슬로의 주장은 "천재는 타고나는 것이 아니라 만들어지는 것"이었다. 그와 그의 아내 클라라는 세 딸을 집에서 교육했으며, 체스를 전문 과목으로 삼았다. 라슬로는 또한 세 딸에게 국제어인 에스페란토를 가르쳤다. 그들은 홈스쿨링이 "사회주의적" 접근 방식이 아니라는 이유로 헝가리 당국의 저항을 받았다. 그들은 또한 당시 일부 서구 평론가들로부터 자매들에게 정상적인 어린 시절을 박탈했다는 비판을 받았다.
전통적으로 체스는 남성 위주의 활동이었고, 여성은 종종 약한 선수로 여겨져 여성 세계 챔피언이라는 개념이 발전했다. 그러나 처음부터 라슬로는 딸들이 여성 전용 대회에 참가해야 한다는 생각에 반대했다. 그는 "여성은 지적 활동 분야에서 남성과 유사한 결과를 달성할 수 있다"고 썼다. "체스는 지적 활동의 한 형태이므로 이것은 체스에도 적용된다. 따라서 우리는 이와 관련하여 어떤 종류의 차별도 거부한다." 이로 인해 폴가르 가족은 당시 여성의 여성 전용 토너먼트 참가를 정책으로 삼았던 헝가리 체스 연맹과 갈등을 겪었다. 폴가르의 언니 수잔은 남자 토너먼트에서 경기를 하고 여자 토너먼트 출전을 거부함으로써 처음으로 관료주의와 싸웠다. 1985년, 15세의 국제 마스터였던 수잔은 이러한 갈등 때문에 규정을 11번이나 충족했음에도 불구하고 그랜드마스터 타이틀을 받지 못했다고 말했다.

## 경력
폴가르는 여성 전용 토너먼트나 부문에서 거의 경기를 하지 않았으며, 여성 세계 선수권 대회에 출전한 적도 없다. "저는 항상 여성들이 남성 선수들만큼 잘할 수 있다는 자신감을 가져야 한다고 말합니다. 하지만 그것은 남성 선수들만큼 열심히 노력하고 진지하게 임할 때만 가능합니다." 라슬로 폴가르가 훌륭한 체스 코치로 평가받았지만, 폴가르 가족은 헝가리 챔피언 티보르 플로리안(IM), 팔 벤코(GM), 러시아의 알렉산데르 체르닌(GM)을 포함한 전문 체스 선수들을 고용하여 딸들을 훈련시켰다. 자매 중 가장 나이가 많은 수잔 폴가르는 소피아보다 5년 6개월, 유디트보다 7살 많았는데, 토너먼트 우승을 통해 체스에서 처음으로 명성을 얻었으며, 1986년에는 세계 랭킹 1위 여성 체스 선수가 되었다. 처음에는 유디트가 가장 어렸기 때문에 훈련 중에는 언니들과 떨어져 있었다. 그러나 이것은 유디트의 호기심을 더욱 자극했을 뿐이었다. 그녀가 규칙을 배우자, 언니들은 유디트가 자신들이 연구하던 문제들에 대한 해결책을 찾을 수 있다는 것을 발견했고, 그녀는 그룹에 초대되기 시작했다. 어느 날 저녁, 수잔은 강력한 국제 마스터인 그들의 코치와 함께 엔드게임을 연구하고 있었다. 해결책을 찾지 못하자 그들은 잠들어 있던 유디트를 깨워 훈련실로 데려왔다. 아직 반쯤 잠든 상태에서 유디트는 문제 해결 방법을 보여주었고, 그 후 그들은 그녀를 다시 침대로 데려갔다. 라슬로 폴가르의 실험은 한 명의 국제 마스터와 두 명의 그랜드마스터로 이루어진 가족을 배출했으며, 본성 대 양육 논쟁에서 양육의 중요성을 강조하고, 여성이 체스 그랜드마스터가 될 수 있다는 것을 증명했다.

### 체스 신동
초년에는 결국 여성 세계 챔피언이 된 언니 수잔에게 훈련을 받은 유디트 폴가르는 어린 시절부터 체스 신동이었다. 5세 때 그녀는 보드를 보지 않고 가족 친구를 물리쳤다. 게임 후 친구는 "너는 체스를 잘하지만 나는 요리를 잘한다"고 농담했다. 유디트는 "스토브를 보지 않고 요리하나요?"라고 대답했다. 그러나 수잔에 따르면 유디트는 가장 재능이 많은 자매가 아니었다. 수잔은 "유디트는 느리게 시작했지만 매우 열심히 노력했다"고 설명했다. 폴가르 자신은 그 나이에 체스에 대해 "집착적"이었다고 묘사했다. 그녀는 10세에 국제 마스터 돌피 드리머를, 11세에 그랜드마스터 레프 구트만을 처음으로 물리쳤다.
|   | a | b | c | d | e | f | g | h |   |
| 8 | a8 black rook · c8 black bishop · g8 black king · c7 black queen · d7 black pawn · f7 black rook · h7 black pawn · a6 black pawn · g6 black pawn · d5 black pawn · e5 white pawn · g5 white queen · c4 black pawn · d4 white knight · f3 white pawn · a2 white pawn · b2 white pawn · c2 white pawn · g2 white pawn · c1 white king · d1 white rook · h1 white rook | a8 black rook · c8 black bishop · g8 black king · c7 black queen · d7 black pawn · f7 black rook · h7 black pawn · a6 black pawn · g6 black pawn · d5 black pawn · e5 white pawn · g5 white queen · c4 black pawn · d4 white knight · f3 white pawn · a2 white pawn · b2 white pawn · c2 white pawn · g2 white pawn · c1 white king · d1 white rook · h1 white rook | a8 black rook · c8 black bishop · g8 black king · c7 black queen · d7 black pawn · f7 black rook · h7 black pawn · a6 black pawn · g6 black pawn · d5 black pawn · e5 white pawn · g5 white queen · c4 black pawn · d4 white knight · f3 white pawn · a2 white pawn · b2 white pawn · c2 white pawn · g2 white pawn · c1 white king · d1 white rook · h1 white rook | a8 black rook · c8 black bishop · g8 black king · c7 black queen · d7 black pawn · f7 black rook · h7 black pawn · a6 black pawn · g6 black pawn · d5 black pawn · e5 white pawn · g5 white queen · c4 black pawn · d4 white knight · f3 white pawn · a2 white pawn · b2 white pawn · c2 white pawn · g2 white pawn · c1 white king · d1 white rook · h1 white rook | a8 black rook · c8 black bishop · g8 black king · c7 black queen · d7 black pawn · f7 black rook · h7 black pawn · a6 black pawn · g6 black pawn · d5 black pawn · e5 white pawn · g5 white queen · c4 black pawn · d4 white knight · f3 white pawn · a2 white pawn · b2 white pawn · c2 white pawn · g2 white pawn · c1 white king · d1 white rook · h1 white rook | a8 black rook · c8 black bishop · g8 black king · c7 black queen · d7 black pawn · f7 black rook · h7 black pawn · a6 black pawn · g6 black pawn · d5 black pawn · e5 white pawn · g5 white queen · c4 black pawn · d4 white knight · f3 white pawn · a2 white pawn · b2 white pawn · c2 white pawn · g2 white pawn · c1 white king · d1 white rook · h1 white rook | a8 black rook · c8 black bishop · g8 black king · c7 black queen · d7 black pawn · f7 black rook · h7 black pawn · a6 black pawn · g6 black pawn · d5 black pawn · e5 white pawn · g5 white queen · c4 black pawn · d4 white knight · f3 white pawn · a2 white pawn · b2 white pawn · c2 white pawn · g2 white pawn · c1 white king · d1 white rook · h1 white rook | a8 black rook · c8 black bishop · g8 black king · c7 black queen · d7 black pawn · f7 black rook · h7 black pawn · a6 black pawn · g6 black pawn · d5 black pawn · e5 white pawn · g5 white queen · c4 black pawn · d4 white knight · f3 white pawn · a2 white pawn · b2 white pawn · c2 white pawn · g2 white pawn · c1 white king · d1 white rook · h1 white rook | 8 |
| 7 | a8 black rook · c8 black bishop · g8 black king · c7 black queen · d7 black pawn · f7 black rook · h7 black pawn · a6 black pawn · g6 black pawn · d5 black pawn · e5 white pawn · g5 white queen · c4 black pawn · d4 white knight · f3 white pawn · a2 white pawn · b2 white pawn · c2 white pawn · g2 white pawn · c1 white king · d1 white rook · h1 white rook | a8 black rook · c8 black bishop · g8 black king · c7 black queen · d7 black pawn · f7 black rook · h7 black pawn · a6 black pawn · g6 black pawn · d5 black pawn · e5 white pawn · g5 white queen · c4 black pawn · d4 white knight · f3 white pawn · a2 white pawn · b2 white pawn · c2 white pawn · g2 white pawn · c1 white king · d1 white rook · h1 white rook | a8 black rook · c8 black bishop · g8 black king · c7 black queen · d7 black pawn · f7 black rook · h7 black pawn · a6 black pawn · g6 black pawn · d5 black pawn · e5 white pawn · g5 white queen · c4 black pawn · d4 white knight · f3 white pawn · a2 white pawn · b2 white pawn · c2 white pawn · g2 white pawn · c1 white king · d1 white rook · h1 white rook | a8 black rook · c8 black bishop · g8 black king · c7 black queen · d7 black pawn · f7 black rook · h7 black pawn · a6 black pawn · g6 black pawn · d5 black pawn · e5 white pawn · g5 white queen · c4 black pawn · d4 white knight · f3 white pawn · a2 white pawn · b2 white pawn · c2 white pawn · g2 white pawn · c1 white king · d1 white rook · h1 white rook | a8 black rook · c8 black bishop · g8 black king · c7 black queen · d7 black pawn · f7 black rook · h7 black pawn · a6 black pawn · g6 black pawn · d5 black pawn · e5 white pawn · g5 white queen · c4 black pawn · d4 white knight · f3 white pawn · a2 white pawn · b2 white pawn · c2 white pawn · g2 white pawn · c1 white king · d1 white rook · h1 white rook | a8 black rook · c8 black bishop · g8 black king · c7 black queen · d7 black pawn · f7 black rook · h7 black pawn · a6 black pawn · g6 black pawn · d5 black pawn · e5 white pawn · g5 white queen · c4 black pawn · d4 white knight · f3 white pawn · a2 white pawn · b2 white pawn · c2 white pawn · g2 white pawn · c1 white king · d1 white rook · h1 white rook | a8 black rook · c8 black bishop · g8 black king · c7 black queen · d7 black pawn · f7 black rook · h7 black pawn · a6 black pawn · g6 black pawn · d5 black pawn · e5 white pawn · g5 white queen · c4 black pawn · d4 white knight · f3 white pawn · a2 white pawn · b2 white pawn · c2 white pawn · g2 white pawn · c1 white king · d1 white rook · h1 white rook | a8 black rook · c8 black bishop · g8 black king · c7 black queen · d7 black pawn · f7 black rook · h7 black pawn · a6 black pawn · g6 black pawn · d5 black pawn · e5 white pawn · g5 white queen · c4 black pawn · d4 white knight · f3 white pawn · a2 white pawn · b2 white pawn · c2 white pawn · g2 white pawn · c1 white king · d1 white rook · h1 white rook | 7 |
| 6 | a8 black rook · c8 black bishop · g8 black king · c7 black queen · d7 black pawn · f7 black rook · h7 black pawn · a6 black pawn · g6 black pawn · d5 black pawn · e5 white pawn · g5 white queen · c4 black pawn · d4 white knight · f3 white pawn · a2 white pawn · b2 white pawn · c2 white pawn · g2 white pawn · c1 white king · d1 white rook · h1 white rook | a8 black rook · c8 black bishop · g8 black king · c7 black queen · d7 black pawn · f7 black rook · h7 black pawn · a6 black pawn · g6 black pawn · d5 black pawn · e5 white pawn · g5 white queen · c4 black pawn · d4 white knight · f3 white pawn · a2 white pawn · b2 white pawn · c2 white pawn · g2 white pawn · c1 white king · d1 white rook · h1 white rook | a8 black rook · c8 black bishop · g8 black king · c7 black queen · d7 black pawn · f7 black rook · h7 black pawn · a6 black pawn · g6 black pawn · d5 black pawn · e5 white pawn · g5 white queen · c4 black pawn · d4 white knight · f3 white pawn · a2 white pawn · b2 white pawn · c2 white pawn · g2 white pawn · c1 white king · d1 white rook · h1 white rook | a8 black rook · c8 black bishop · g8 black king · c7 black queen · d7 black pawn · f7 black rook · h7 black pawn · a6 black pawn · g6 black pawn · d5 black pawn · e5 white pawn · g5 white queen · c4 black pawn · d4 white knight · f3 white pawn · a2 white pawn · b2 white pawn · c2 white pawn · g2 white pawn · c1 white king · d1 white rook · h1 white rook | a8 black rook · c8 black bishop · g8 black king · c7 black queen · d7 black pawn · f7 black rook · h7 black pawn · a6 black pawn · g6 black pawn · d5 black pawn · e5 white pawn · g5 white queen · c4 black pawn · d4 white knight · f3 white pawn · a2 white pawn · b2 white pawn · c2 white pawn · g2 white pawn · c1 white king · d1 white rook · h1 white rook | a8 black rook · c8 black bishop · g8 black king · c7 black queen · d7 black pawn · f7 black rook · h7 black pawn · a6 black pawn · g6 black pawn · d5 black pawn · e5 white pawn · g5 white queen · c4 black pawn · d4 white knight · f3 white pawn · a2 white pawn · b2 white pawn · c2 white pawn · g2 white pawn · c1 white king · d1 white rook · h1 white rook | a8 black rook · c8 black bishop · g8 black king · c7 black queen · d7 black pawn · f7 black rook · h7 black pawn · a6 black pawn · g6 black pawn · d5 black pawn · e5 white pawn · g5 white queen · c4 black pawn · d4 white knight · f3 white pawn · a2 white pawn · b2 white pawn · c2 white pawn · g2 white pawn · c1 white king · d1 white rook · h1 white rook | a8 black rook · c8 black bishop · g8 black king · c7 black queen · d7 black pawn · f7 black rook · h7 black pawn · a6 black pawn · g6 black pawn · d5 black pawn · e5 white pawn · g5 white queen · c4 black pawn · d4 white knight · f3 white pawn · a2 white pawn · b2 white pawn · c2 white pawn · g2 white pawn · c1 white king · d1 white rook · h1 white rook | 6 |
| 5 | a8 black rook · c8 black bishop · g8 black king · c7 black queen · d7 black pawn · f7 black rook · h7 black pawn · a6 black pawn · g6 black pawn · d5 black pawn · e5 white pawn · g5 white queen · c4 black pawn · d4 white knight · f3 white pawn · a2 white pawn · b2 white pawn · c2 white pawn · g2 white pawn · c1 white king · d1 white rook · h1 white rook | a8 black rook · c8 black bishop · g8 black king · c7 black queen · d7 black pawn · f7 black rook · h7 black pawn · a6 black pawn · g6 black pawn · d5 black pawn · e5 white pawn · g5 white queen · c4 black pawn · d4 white knight · f3 white pawn · a2 white pawn · b2 white pawn · c2 white pawn · g2 white pawn · c1 white king · d1 white rook · h1 white rook | a8 black rook · c8 black bishop · g8 black king · c7 black queen · d7 black pawn · f7 black rook · h7 black pawn · a6 black pawn · g6 black pawn · d5 black pawn · e5 white pawn · g5 white queen · c4 black pawn · d4 white knight · f3 white pawn · a2 white pawn · b2 white pawn · c2 white pawn · g2 white pawn · c1 white king · d1 white rook · h1 white rook | a8 black rook · c8 black bishop · g8 black king · c7 black queen · d7 black pawn · f7 black rook · h7 black pawn · a6 black pawn · g6 black pawn · d5 black pawn · e5 white pawn · g5 white queen · c4 black pawn · d4 white knight · f3 white pawn · a2 white pawn · b2 white pawn · c2 white pawn · g2 white pawn · c1 white king · d1 white rook · h1 white rook | a8 black rook · c8 black bishop · g8 black king · c7 black queen · d7 black pawn · f7 black rook · h7 black pawn · a6 black pawn · g6 black pawn · d5 black pawn · e5 white pawn · g5 white queen · c4 black pawn · d4 white knight · f3 white pawn · a2 white pawn · b2 white pawn · c2 white pawn · g2 white pawn · c1 white king · d1 white rook · h1 white rook | a8 black rook · c8 black bishop · g8 black king · c7 black queen · d7 black pawn · f7 black rook · h7 black pawn · a6 black pawn · g6 black pawn · d5 black pawn · e5 white pawn · g5 white queen · c4 black pawn · d4 white knight · f3 white pawn · a2 white pawn · b2 white pawn · c2 white pawn · g2 white pawn · c1 white king · d1 white rook · h1 white rook | a8 black rook · c8 black bishop · g8 black king · c7 black queen · d7 black pawn · f7 black rook · h7 black pawn · a6 black pawn · g6 black pawn · d5 black pawn · e5 white pawn · g5 white queen · c4 black pawn · d4 white knight · f3 white pawn · a2 white pawn · b2 white pawn · c2 white pawn · g2 white pawn · c1 white king · d1 white rook · h1 white rook | a8 black rook · c8 black bishop · g8 black king · c7 black queen · d7 black pawn · f7 black rook · h7 black pawn · a6 black pawn · g6 black pawn · d5 black pawn · e5 white pawn · g5 white queen · c4 black pawn · d4 white knight · f3 white pawn · a2 white pawn · b2 white pawn · c2 white pawn · g2 white pawn · c1 white king · d1 white rook · h1 white rook | 5 |
| 4 | a8 black rook · c8 black bishop · g8 black king · c7 black queen · d7 black pawn · f7 black rook · h7 black pawn · a6 black pawn · g6 black pawn · d5 black pawn · e5 white pawn · g5 white queen · c4 black pawn · d4 white knight · f3 white pawn · a2 white pawn · b2 white pawn · c2 white pawn · g2 white pawn · c1 white king · d1 white rook · h1 white rook | a8 black rook · c8 black bishop · g8 black king · c7 black queen · d7 black pawn · f7 black rook · h7 black pawn · a6 black pawn · g6 black pawn · d5 black pawn · e5 white pawn · g5 white queen · c4 black pawn · d4 white knight · f3 white pawn · a2 white pawn · b2 white pawn · c2 white pawn · g2 white pawn · c1 white king · d1 white rook · h1 white rook | a8 black rook · c8 black bishop · g8 black king · c7 black queen · d7 black pawn · f7 black rook · h7 black pawn · a6 black pawn · g6 black pawn · d5 black pawn · e5 white pawn · g5 white queen · c4 black pawn · d4 white knight · f3 white pawn · a2 white pawn · b2 white pawn · c2 white pawn · g2 white pawn · c1 white king · d1 white rook · h1 white rook | a8 black rook · c8 black bishop · g8 black king · c7 black queen · d7 black pawn · f7 black rook · h7 black pawn · a6 black pawn · g6 black pawn · d5 black pawn · e5 white pawn · g5 white queen · c4 black pawn · d4 white knight · f3 white pawn · a2 white pawn · b2 white pawn · c2 white pawn · g2 white pawn · c1 white king · d1 white rook · h1 white rook | a8 black rook · c8 black bishop · g8 black king · c7 black queen · d7 black pawn · f7 black rook · h7 black pawn · a6 black pawn · g6 black pawn · d5 black pawn · e5 white pawn · g5 white queen · c4 black pawn · d4 white knight · f3 white pawn · a2 white pawn · b2 white pawn · c2 white pawn · g2 white pawn · c1 white king · d1 white rook · h1 white rook | a8 black rook · c8 black bishop · g8 black king · c7 black queen · d7 black pawn · f7 black rook · h7 black pawn · a6 black pawn · g6 black pawn · d5 black pawn · e5 white pawn · g5 white queen · c4 black pawn · d4 white knight · f3 white pawn · a2 white pawn · b2 white pawn · c2 white pawn · g2 white pawn · c1 white king · d1 white rook · h1 white rook | a8 black rook · c8 black bishop · g8 black king · c7 black queen · d7 black pawn · f7 black rook · h7 black pawn · a6 black pawn · g6 black pawn · d5 black pawn · e5 white pawn · g5 white queen · c4 black pawn · d4 white knight · f3 white pawn · a2 white pawn · b2 white pawn · c2 white pawn · g2 white pawn · c1 white king · d1 white rook · h1 white rook | a8 black rook · c8 black bishop · g8 black king · c7 black queen · d7 black pawn · f7 black rook · h7 black pawn · a6 black pawn · g6 black pawn · d5 black pawn · e5 white pawn · g5 white queen · c4 black pawn · d4 white knight · f3 white pawn · a2 white pawn · b2 white pawn · c2 white pawn · g2 white pawn · c1 white king · d1 white rook · h1 white rook | 4 |
| 3 | a8 black rook · c8 black bishop · g8 black king · c7 black queen · d7 black pawn · f7 black rook · h7 black pawn · a6 black pawn · g6 black pawn · d5 black pawn · e5 white pawn · g5 white queen · c4 black pawn · d4 white knight · f3 white pawn · a2 white pawn · b2 white pawn · c2 white pawn · g2 white pawn · c1 white king · d1 white rook · h1 white rook | a8 black rook · c8 black bishop · g8 black king · c7 black queen · d7 black pawn · f7 black rook · h7 black pawn · a6 black pawn · g6 black pawn · d5 black pawn · e5 white pawn · g5 white queen · c4 black pawn · d4 white knight · f3 white pawn · a2 white pawn · b2 white pawn · c2 white pawn · g2 white pawn · c1 white king · d1 white rook · h1 white rook | a8 black rook · c8 black bishop · g8 black king · c7 black queen · d7 black pawn · f7 black rook · h7 black pawn · a6 black pawn · g6 black pawn · d5 black pawn · e5 white pawn · g5 white queen · c4 black pawn · d4 white knight · f3 white pawn · a2 white pawn · b2 white pawn · c2 white pawn · g2 white pawn · c1 white king · d1 white rook · h1 white rook | a8 black rook · c8 black bishop · g8 black king · c7 black queen · d7 black pawn · f7 black rook · h7 black pawn · a6 black pawn · g6 black pawn · d5 black pawn · e5 white pawn · g5 white queen · c4 black pawn · d4 white knight · f3 white pawn · a2 white pawn · b2 white pawn · c2 white pawn · g2 white pawn · c1 white king · d1 white rook · h1 white rook | a8 black rook · c8 black bishop · g8 black king · c7 black queen · d7 black pawn · f7 black rook · h7 black pawn · a6 black pawn · g6 black pawn · d5 black pawn · e5 white pawn · g5 white queen · c4 black pawn · d4 white knight · f3 white pawn · a2 white pawn · b2 white pawn · c2 white pawn · g2 white pawn · c1 white king · d1 white rook · h1 white rook | a8 black rook · c8 black bishop · g8 black king · c7 black queen · d7 black pawn · f7 black rook · h7 black pawn · a6 black pawn · g6 black pawn · d5 black pawn · e5 white pawn · g5 white queen · c4 black pawn · d4 white knight · f3 white pawn · a2 white pawn · b2 white pawn · c2 white pawn · g2 white pawn · c1 white king · d1 white rook · h1 white rook | a8 black rook · c8 black bishop · g8 black king · c7 black queen · d7 black pawn · f7 black rook · h7 black pawn · a6 black pawn · g6 black pawn · d5 black pawn · e5 white pawn · g5 white queen · c4 black pawn · d4 white knight · f3 white pawn · a2 white pawn · b2 white pawn · c2 white pawn · g2 white pawn · c1 white king · d1 white rook · h1 white rook | a8 black rook · c8 black bishop · g8 black king · c7 black queen · d7 black pawn · f7 black rook · h7 black pawn · a6 black pawn · g6 black pawn · d5 black pawn · e5 white pawn · g5 white queen · c4 black pawn · d4 white knight · f3 white pawn · a2 white pawn · b2 white pawn · c2 white pawn · g2 white pawn · c1 white king · d1 white rook · h1 white rook | 3 |
| 2 | a8 black rook · c8 black bishop · g8 black king · c7 black queen · d7 black pawn · f7 black rook · h7 black pawn · a6 black pawn · g6 black pawn · d5 black pawn · e5 white pawn · g5 white queen · c4 black pawn · d4 white knight · f3 white pawn · a2 white pawn · b2 white pawn · c2 white pawn · g2 white pawn · c1 white king · d1 white rook · h1 white rook | a8 black rook · c8 black bishop · g8 black king · c7 black queen · d7 black pawn · f7 black rook · h7 black pawn · a6 black pawn · g6 black pawn · d5 black pawn · e5 white pawn · g5 white queen · c4 black pawn · d4 white knight · f3 white pawn · a2 white pawn · b2 white pawn · c2 white pawn · g2 white pawn · c1 white king · d1 white rook · h1 white rook | a8 black rook · c8 black bishop · g8 black king · c7 black queen · d7 black pawn · f7 black rook · h7 black pawn · a6 black pawn · g6 black pawn · d5 black pawn · e5 white pawn · g5 white queen · c4 black pawn · d4 white knight · f3 white pawn · a2 white pawn · b2 white pawn · c2 white pawn · g2 white pawn · c1 white king · d1 white rook · h1 white rook | a8 black rook · c8 black bishop · g8 black king · c7 black queen · d7 black pawn · f7 black rook · h7 black pawn · a6 black pawn · g6 black pawn · d5 black pawn · e5 white pawn · g5 white queen · c4 black pawn · d4 white knight · f3 white pawn · a2 white pawn · b2 white pawn · c2 white pawn · g2 white pawn · c1 white king · d1 white rook · h1 white rook | a8 black rook · c8 black bishop · g8 black king · c7 black queen · d7 black pawn · f7 black rook · h7 black pawn · a6 black pawn · g6 black pawn · d5 black pawn · e5 white pawn · g5 white queen · c4 black pawn · d4 white knight · f3 white pawn · a2 white pawn · b2 white pawn · c2 white pawn · g2 white pawn · c1 white king · d1 white rook · h1 white rook | a8 black rook · c8 black bishop · g8 black king · c7 black queen · d7 black pawn · f7 black rook · h7 black pawn · a6 black pawn · g6 black pawn · d5 black pawn · e5 white pawn · g5 white queen · c4 black pawn · d4 white knight · f3 white pawn · a2 white pawn · b2 white pawn · c2 white pawn · g2 white pawn · c1 white king · d1 white rook · h1 white rook | a8 black rook · c8 black bishop · g8 black king · c7 black queen · d7 black pawn · f7 black rook · h7 black pawn · a6 black pawn · g6 black pawn · d5 black pawn · e5 white pawn · g5 white queen · c4 black pawn · d4 white knight · f3 white pawn · a2 white pawn · b2 white pawn · c2 white pawn · g2 white pawn · c1 white king · d1 white rook · h1 white rook | a8 black rook · c8 black bishop · g8 black king · c7 black queen · d7 black pawn · f7 black rook · h7 black pawn · a6 black pawn · g6 black pawn · d5 black pawn · e5 white pawn · g5 white queen · c4 black pawn · d4 white knight · f3 white pawn · a2 white pawn · b2 white pawn · c2 white pawn · g2 white pawn · c1 white king · d1 white rook · h1 white rook | 2 |
| 1 | a8 black rook · c8 black bishop · g8 black king · c7 black queen · d7 black pawn · f7 black rook · h7 black pawn · a6 black pawn · g6 black pawn · d5 black pawn · e5 white pawn · g5 white queen · c4 black pawn · d4 white knight · f3 white pawn · a2 white pawn · b2 white pawn · c2 white pawn · g2 white pawn · c1 white king · d1 white rook · h1 white rook | a8 black rook · c8 black bishop · g8 black king · c7 black queen · d7 black pawn · f7 black rook · h7 black pawn · a6 black pawn · g6 black pawn · d5 black pawn · e5 white pawn · g5 white queen · c4 black pawn · d4 white knight · f3 white pawn · a2 white pawn · b2 white pawn · c2 white pawn · g2 white pawn · c1 white king · d1 white rook · h1 white rook | a8 black rook · c8 black bishop · g8 black king · c7 black queen · d7 black pawn · f7 black rook · h7 black pawn · a6 black pawn · g6 black pawn · d5 black pawn · e5 white pawn · g5 white queen · c4 black pawn · d4 white knight · f3 white pawn · a2 white pawn · b2 white pawn · c2 white pawn · g2 white pawn · c1 white king · d1 white rook · h1 white rook | a8 black rook · c8 black bishop · g8 black king · c7 black queen · d7 black pawn · f7 black rook · h7 black pawn · a6 black pawn · g6 black pawn · d5 black pawn · e5 white pawn · g5 white queen · c4 black pawn · d4 white knight · f3 white pawn · a2 white pawn · b2 white pawn · c2 white pawn · g2 white pawn · c1 white king · d1 white rook · h1 white rook | a8 black rook · c8 black bishop · g8 black king · c7 black queen · d7 black pawn · f7 black rook · h7 black pawn · a6 black pawn · g6 black pawn · d5 black pawn · e5 white pawn · g5 white queen · c4 black pawn · d4 white knight · f3 white pawn · a2 white pawn · b2 white pawn · c2 white pawn · g2 white pawn · c1 white king · d1 white rook · h1 white rook | a8 black rook · c8 black bishop · g8 black king · c7 black queen · d7 black pawn · f7 black rook · h7 black pawn · a6 black pawn · g6 black pawn · d5 black pawn · e5 white pawn · g5 white queen · c4 black pawn · d4 white knight · f3 white pawn · a2 white pawn · b2 white pawn · c2 white pawn · g2 white pawn · c1 white king · d1 white rook · h1 white rook | a8 black rook · c8 black bishop · g8 black king · c7 black queen · d7 black pawn · f7 black rook · h7 black pawn · a6 black pawn · g6 black pawn · d5 black pawn · e5 white pawn · g5 white queen · c4 black pawn · d4 white knight · f3 white pawn · a2 white pawn · b2 white pawn · c2 white pawn · g2 white pawn · c1 white king · d1 white rook · h1 white rook | a8 black rook · c8 black bishop · g8 black king · c7 black queen · d7 black pawn · f7 black rook · h7 black pawn · a6 black pawn · g6 black pawn · d5 black pawn · e5 white pawn · g5 white queen · c4 black pawn · d4 white knight · f3 white pawn · a2 white pawn · b2 white pawn · c2 white pawn · g2 white pawn · c1 white king · d1 white rook · h1 white rook | 1 |
|   | a | b | c | d | e | f | g | h |   |

유디트는 6살 때부터 토너먼트에 참가하기 시작했고, 9살 때는 헝가리 체스 연맹에서 2080의 평점을 받았다. 그녀는 부다페스트의 체스 클럽 회원이었고, 그곳에서 마스터 레벨 선수들로부터 경험을 쌓았다. 1984년 부다페스트에서 소피아와 유디트는 각각 9살과 7살이었는데, 두 명의 마스터를 상대로 두 게임의 블라인드폴드 체스를 플레이하여 승리했다. 한 시점에서 소녀들은 상대 중 한 명이 너무 느리게 플레이한다고 불평하며 시계를 사용해야 한다고 제안했다.
1986년 4월, 9살 유디트는 미국에서 열린 첫 공식 토너먼트인 뉴욕 오픈에 참가하여 비공식 부문에서 1위를 차지하며 1,000달러를 받았다. 폴가르 자매 세 명 모두 참가했다. 16살의 수잔은 그랜드마스터 부문에서 경쟁하여 GM 월터 브라운에게 승리했고, 11살의 소피아는 자신의 부문에서 2위를 차지했지만, 유디트는 토너먼트에서 가장 많은 주목을 받았다. 그랜드마스터들은 진지하고 조용한 아이가 플레이하는 것을 보기 위해 모여들었다. 그녀는 마지막 게임에서 무승부하기 전까지 처음 일곱 게임을 모두 이겼다. 비공식 부문에는 오픈에서 약한 선수들이 많았지만, 미국에 처음 와서 아직 평점을 받지 못한 전문가 수준의 선수들도 있었다. 밀로라드 보스코비치는 유디트의 6라운드 상대였던 유고슬라비아 선수와의 대화를 회상했는데, 그는 그 선수가 강한 전문가임을 알고 있었다. "그는 그녀가 그렇게 잘 공격할 것이라고는 믿을 수 없었기 때문에 게임에서 약간의 위험을 감수했다고 나에게 말했다." 영어를 할 수 없었기 때문에 그녀의 어머니가 통역을 해주었고, 그녀는 기자에게 자신의 목표가 체스 전문가가 되는 것이라고 말했다. 기자가 그녀에게 언젠가 세계 챔피언이 될 것이냐고 묻자 유디트는 "노력할 겁니다"라고 대답했다.
1986년 말, 10세 유디트는 애들레이드, 호주에서 열린 애드스팀 리듐스 국제 토너먼트에서 52세의 루마니아 국제 마스터 돌피 드리머를 물리쳤다. 에드마르 메드니스는 유디트를 이긴 것이 토너먼트에서 최고의 경기였다고 말했다. "그 게임에서는 조심했다... 그랜드마스터는 10살짜리 소녀에게 지는 것을 좋아하지 않는다. 그러면 모든 신문의 1면을 장식하게 되기 때문이다."
1988년 4월, 폴가르는 뉴욕 오픈 국제 B 섹션에서 첫 국제 마스터 자격을 획득했다. 1988년 8월, 그녀는 루마니아 티미쇼아라에서 열린 세계 유소년 체스 평화 축제 12세 이하 "소년" 부문에서 우승했다. 1988년 10월, 그녀는 런던에서 열린 10인 라운드 로빈 토너먼트에서 7승 2패로 이스라엘 그랜드마스터 야이르 크라이드만을 반점 차이로 앞서며 1위를 차지했다. 이 세 가지 결과로 그녀는 국제 마스터 타이틀에 대한 요구 사항을 충족했다. 당시 그녀는 이 영예를 달성한 최연소 선수였다. 보비 피셔와 가리 카스파로프는 모두 14세에 이 타이틀을 획득했지만, 폴가르는 12세였다. 이때 전 세계 챔피언 미하일스 탈스는 폴가르가 세계 챔피언십에서 우승할 잠재력이 있다고 말했다.

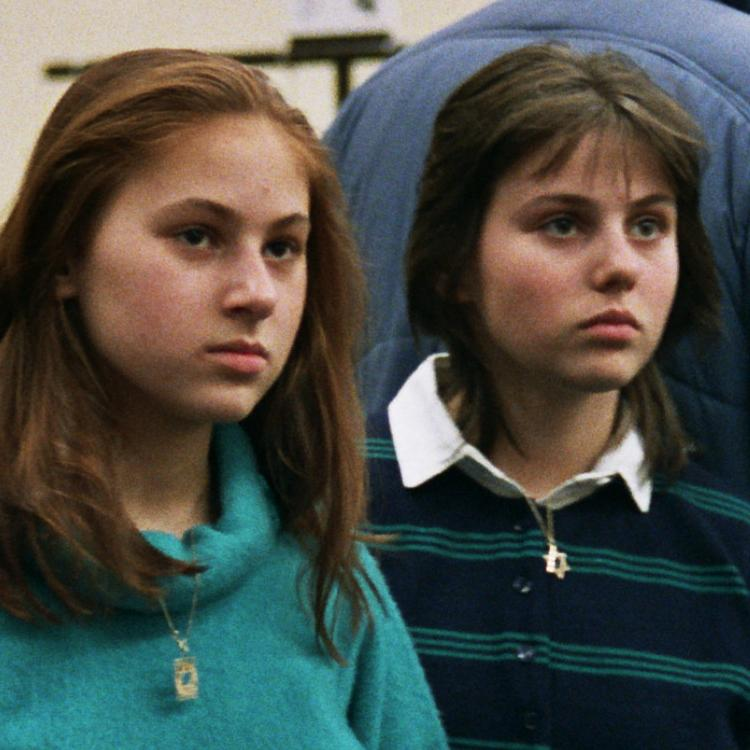
1988년 테살로니키에서 언니 소피아와 함께 있는 유디트

유디트는 토너먼트 여자 부문 대신 소년 부문에서 경기하는 것에 대해 질문을 받았다. "다른 여자애들은 체스를 진지하게 생각하지 않아요... 저는 하루에 5~6시간씩 연습하는데, 그들은 요리나 집안일에 정신이 팔려요."
1988년 11월, 유디트와 그녀의 언니들은 일디코 마들과 함께 테살로니키에서 열린 제28회 체스 올림피아드 여자 부문에 헝가리 대표로 참가했다. 국제 체스 연맹은 폴가르 자매가 팀 경기에서 남자들과 경기를 하는 것을 허용하지 않았다. 토너먼트가 시작되기 전, 소련 그랜드마스터이자 소련 여자팀 코치인 에두아르트 구펠드는 폴가르 자매를 일축했다. "저는 이 소녀들이 제28회 올림피아드에서 빨리 얻은 명성의 상당 부분을 잃을 것이라고 믿습니다... 그 후에 헝가리 자매들이 천재인지 아니면 그냥 여성인지 알게 될 것입니다!" 그러나 헝가리 여자팀은 우승을 차지했는데, 이는 소련이 우승하지 못한 첫 번째 사례였다. 유디트는 보드 2에서 경기하여 12.5승 0.5패로 토너먼트 최고 점수를 기록하며 개인 금메달을 획득했다. 그녀는 또한 파울리나 안겔로바와의 경기에서 최우수 경기상을 수상했다.
1989년 1월 엘로 레이팅 목록에서, 12세의 나이에 그녀는 2555점을 기록하여 세계 55위였고, 여자 세계 챔피언 마이아 치부르다니제보다 35점 앞섰다. 이전 목록 이후 6개월 동안 그녀는 무려 190점을 얻었다. 유디트의 조용하고 겸손한 보드 위의 태도는 그녀의 강렬한 경기 스타일과 대조를 이루었다. 영국의 그랜드마스터 데이비드 노우드는 자신이 이미 유명한 선수였고 유디트가 어린 아이였을 때 그녀에게 졌던 것을 회상하며 그녀를 "이 귀여운 적갈색 머리 괴물이 당신을 짓밟았다"고 묘사했다. 영국의 언론인 도미닉 로슨은 12세 유디트의 "살인마" 눈과 그녀가 상대를 노려보는 방식에 대해 썼다. "홍채는 너무 회색이고 너무 어두워서 동공과 거의 구별할 수 없다. 그녀의 긴 붉은 머리카락과 대조되어 인상적인 효과를 낸다."
13세가 되기 전, 그녀는 세계 상위 100위 안에 들었으며 브리티시 체스 매거진은 "유디트 폴가르의 최근 결과는 피셔와 카스파로프의 비슷한 나이 때의 성과를 비교하면 초라하게 만든다"고 선언했다. 영국 GM 나이젤 쇼트는 유디트를 "역사상 가장 위대한 체스 신동 중 세네 명 중 한 명"이라고 불렀다. 그러나 카스파로프는 초기에 의구심을 표명했다. "그녀는 환상적인 체스 재능을 가졌지만, 결국 여성이다. 모든 것은 여성 심리의 불완전함으로 귀결된다. 어떤 여성도 장기간의 싸움을 지속할 수 없다." 그러나 후에, 2002년 폴가르에게 래피드 게임에서 패한 후 카스파로프는 자신의 견해를 수정했다. "폴가르 자매는 그들의 재능에 본질적인 한계가 없다는 것을 보여주었습니다. 많은 남성 선수들은 12살짜리 포니테일을 한 소녀에게 무례하게 짓밟힐 때까지 이 아이디어를 받아들이려 하지 않았습니다."
1989년, 폴가르는 암스테르담에서 열린 OHRA 오픈에서 보리스 겔판드와 공동 3위를 차지하며 첫 그랜드마스터 규범을 획득했다.
이제 폴가르 자매에 대한 수많은 책과 기사가 쓰여져 체스 세계 밖에서도 유명해졌다. 1989년, 미국 대통령 조지 H. W. 부시와 그의 아내 바바라는 헝가리 방문 중 폴가르 자매를 만났다. 1990년에 폴가르가 출연한 체스를 두는 아이들에 대한 다큐멘터리 '체스 키즈'가 촬영되었지만 1996년까지 개봉되지 않았다. 이 다큐멘터리에는 그녀의 아버지가 돈을 요구했기 때문에 폴가르와의 인터뷰가 포함되지 않았다.
1990년, 유디트는 퐁뒤라크 (위스콘신주)에서 열린 세계 유소년 체스 축제 14세 이하 소년 부문에서 우승했다. 또한 1990년, 유디트와 그녀의 언니들은 여자 올림피아드에 헝가리 대표로 참가하여 금메달을 획득했다. 이는 유디트가 참가한 마지막 여성 전용 토너먼트였다.
1991년 10월, 유디트는 빈에서 열린 토너먼트에서 5.5승 3.5패로 졸탄 리블리와 존 눈과 공동 3위에서 5위를 차지했다.

### 그랜드마스터
1991년 12월, 폴가르는 헝가리 전국 선수권 대회에서 우승하며 그랜드마스터 타이틀을 획득했는데, 당시 15세 4개월로 역대 최연소였다. 이는 피셔의 기록을 한 달 앞당긴 것이었다. 이로써 그녀는 최연소 그랜드마스터가 된 최초의 여성이자 그랜드마스터가 된 네 번째 여성(노나 가프린다시빌리, 마이아 치부르다니제, 폴가르의 언니 수잔 다음)이 되었다. 이와 함께 폴가르는 1991년 1월 언니 수잔이 달성한 최연소 여성 그랜드마스터 기록을 7년 이상 단축했다. 헝가리는 가장 강한 체스 강국 중 하나였으며, 그 해 챔피언십에는 졸탄 리블리만 제외하고 가장 강한 선수들이 모두 참가했다. 마지막 라운드에 들어가면서 폴가르는 GM 타이틀을 획득하기 위해 무승부만 하면 되었지만, GM 티보르 톨나이와의 경기에서 승리하여 9경기 6점으로 1위를 차지했다.
1992년, 폴가르는 리나레스에서 열린 마드리드 국제 대회에서 아나톨리 카르포프에 이어 공동 2위를 차지했다. 그녀와 러시아 그랜드마스터 블라디미르 에피신은 5.5승 3.5패로 경기를 마쳤다. 1992년 7월, 그녀는 맨해튼에서 열린 레셰프스키 기념 대회에서 4승 5무 무패로 2위를 차지했다. 1992년 9월, 폴가르는 아루바에서 열린 토너먼트에 참가했는데, 이 토너먼트에서는 남자 선배 팀과 여자 상위 선수 팀이 경쟁했다. 남자 팀은 레프 폴루가옙스키, 볼프강 울만, 오스카 파노, 예핌 겔러, 보리슬라프 이브코프, 바실리 스미슬로프로 구성되었다. 여자 팀은 유디트와 주자 폴가르, 피아 크람링, 치부르다니제, 케테반 아라카미아, 알리사 갈리아모바로 구성되었다. 남자 팀이 39-33으로 토너먼트에서 우승했다. 전체 최고 득점자는 57세의 폴루가옙스키였고, 폴가르(16세)는 7.5승 4.5패로 2위를 차지했다.

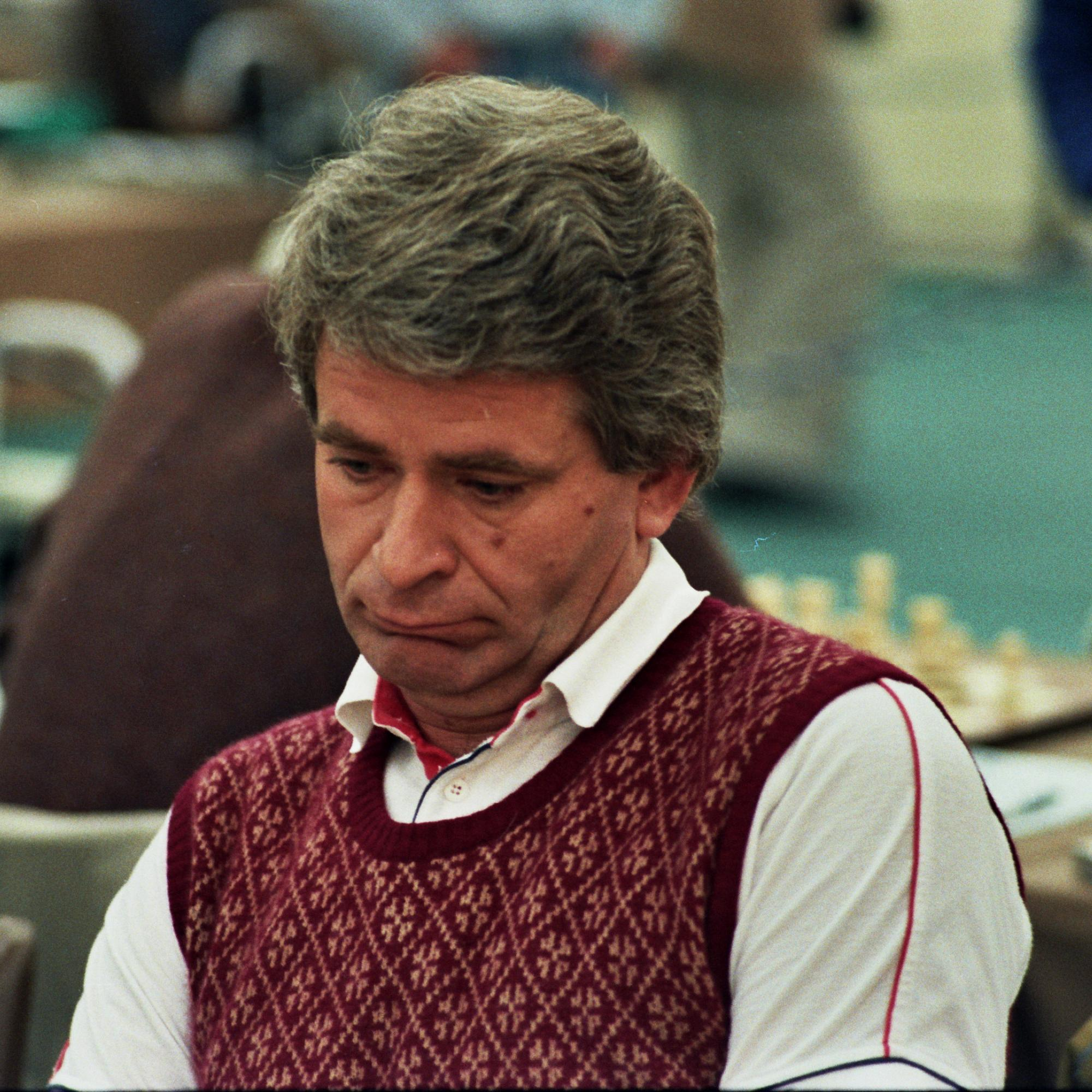
1993년, 폴가르는 전 세계 챔피언 보리스 스파스키 (사진은 1984년)를 친선 경기에서 물리쳤다.

폴가르는 1992-93년 새해를 맞아 열린 헤이스팅스 토너먼트에서 공동 1위를 차지했다. 당시 세계 랭킹 8위였던 러시아 GM 예브게니 바레예프는 토너먼트 마지막 라운드에서 선두를 달리고 있었지만, 폴가르와의 두 번째 개인 경기에서 패배하여 그녀가 공동 1위를 차지할 수 있게 되었다. 헤이스팅스 토너먼트 직후, 폴가르는 2월에 전 세계 챔피언 보리스 스파스키와 친선 경기를 가졌다. 그녀는 5.5-4.5로 경기에서 승리하여 11만 달러를 획득했는데, 이는 당시 그녀의 경력에서 가장 큰 상금이었다. 폴가르는 또한 12명의 그랜드마스터가 참여하는 블라인드폴드 토너먼트인 모나코 멜로디 앰버 토너먼트에 참가했다. 아난드와 카르포프가 1위를 차지했고, 류보예비치는 3위를 차지했으며, 폴가르는 11라운드 중 6.5점으로 명백한 4위를 차지하여 이반추크, 쇼트, 코르치노이 및 언니 수잔과 같은 다른 강한 그랜드마스터들을 앞섰다.
1993년, 폴가르는 인터조널 토너먼트에 처음으로 진출한 여성이 되었다. 3월에 그녀는 부다페스트 존얼에서 공동 2위를 차지했으며, 타이브레이크 토너먼트에서 우승했다. 그 후 그녀는 세계 최고의 선수 중 한 명으로서의 지위를 확고히 했지만, 국제 체스 연맹과 PCA 인터조널 토너먼트에서 후보자 토너먼트에 진출하는 데는 아깝게 실패했다.
1993년 여름, 보비 피셔는 한동안 폴가르의 집에 머물렀다. 그는 1992년 스파스키와의 경기에서 유엔의 유고슬라비아 봉쇄를 위반한 혐의로 미국이 발행한 체포 영장 때문에 유고슬라비아에 은둔해 있었다. 수잔 폴가르는 가족과 함께 보비를 만났고 그를 "작은 유고슬라비아 마을의 비좁은 호텔 방"에서 나오도록 설득했다. 머무는 동안 그는 많은 피셔 랜덤 체스 경기를 두었고 자매들이 그들의 경기를 분석하는 것을 도왔다. 수잔은 그가 개인적으로는 친절했고, 손님으로서 주로 즐거운 순간들을 기억했지만, 그의 정치적 견해 때문에 갈등이 있었다고 말했다. 피셔의 친구의 제안으로 피셔와 폴가르 사이의 블리츠 체스 경기가 주선되어 언론에 발표되었다. 그러나 피셔와 라슬로 폴가르 사이에 문제가 발생했고 피셔는 경기를 취소하며 경기가 열릴 것인지 묻는 친구에게 "아니, 그들은 유대인이야"라고 말했다.
1994년 여름, 폴가르는 스페인 마드리드 국제 대회에서 우승하며 당시 경력 중 가장 큰 성공을 거두었다. 가타 캄스키, 예브게니 바레예프, 발레리 살로프, 이반 소콜로프를 포함한 선수들을 상대로 그녀는 7승 2패로 2위보다 1.5점 앞서며 경기를 마쳤다. 이 토너먼트에서 그녀의 경기력 평점은 2672점의 상대에 대해 2778점이었다.
1994년 10월, 그녀는 부에노스아이레스에서 열린 토너먼트에 참가했는데, 이는 건강이 좋지 않은 폴루가옙스키를 위한 헌정 토너먼트였다. 세계 챔피언십 경쟁자로 여겨지는 8명의 그랜드마스터(카르포프, 아난드, 살로프, 이반추크, 캄스키, 시로프, 류보예비치, 폴가르)가 참가했다. 이 토너먼트는 폴루가옙스키가 오프닝의 역대 권위자로 여겨졌기 때문에 각 게임에서 흑은 시실리안 디펜스를 의무적으로 플레이해야 한다는 점에서 특이했다. 이는 폴가르가 가장 좋아하는 오프닝이었기 때문에 그녀에게 유리했다. 그녀는 엘리트 경쟁자들을 상대로 이반추크와 공동 3위를 차지했다.
1995년 9월, 폴가르는 암스테르담에서 열린 도너 기념 대회에서 7승 4패로 얀 팀만과 훌리오 그란다 공동 1위, 야세르 세이라완, 알렉산데르 후즈만, 알렉세이 시로프, 알렉산데르 할리프만, 알렉산데르 모로제비치, 발레리 살로프를 제치고 3위를 차지했다. 그녀는 마지막 게임에서 시로프에게 21수만에 승리하며 확실한 3위를 차지했다. 1995년 11월 아루바 섬에서 그녀는 당시 유럽 최고의 선수 중 한 명이었던 네덜란드의 제론 피켓과 친선 경기를 가졌다. 평점은 비슷했지만 폴가르가 6대 2로 경기에서 승리했다.

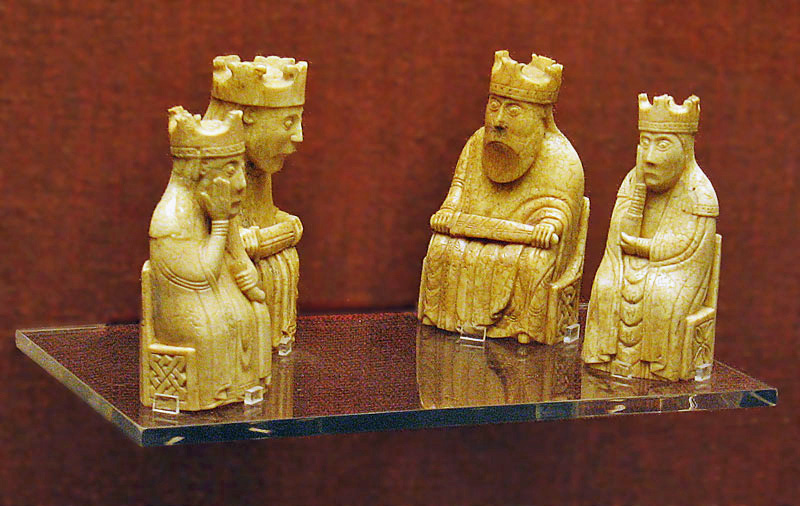
루이스 체스맨

1995년, 스코틀랜드의 루이스섬 체스 클럽은 폴가르와 나이젤 쇼트 사이의 경기를 주선하려고 시도했는데, 이 경기에서는 유명한 루이스 체스맨이 사용될 예정이었다. 루이스 체스맨은 12세기에 조각된 체스 세트이다. 그러나 대영박물관은 선수들이 장갑을 착용할 것이라는 보증에도 불구하고 세트를 공개하기를 거부했다. 스코틀랜드 의원 칼럼 맥도날드는 체스가 접촉 스포츠가 아니기 때문에 세트가 안전할 것이라고 지적했다. 결국, 박물관은 루이스 섬 축제 토너먼트에서 체스 세트를 전시하는 것을 허용했지만, 어떤 게임에서도 사용되지는 않았다. 폴가르는 4명의 GM이 참가한 더블 라운드 로빈 토너먼트에서 6경기 5점을 기록하며 쇼트와의 두 경기 모두에서 승리했다.

#### 카스파로프 터치-무브 논란
|   | a | b | c | d | e | f | g | h |   |
| 8 | e8 black rook · g8 black king · b7 white bishop · d7 black knight · f7 black pawn · g7 black pawn · b6 black pawn · d6 white queen · f6 black knight · h6 black pawn · e5 black pawn · f5 white pawn · a4 black queen · b2 white pawn · c2 black rook · d2 white knight · g2 white pawn · h2 white pawn · d1 white rook · e1 white rook · h1 white king | e8 black rook · g8 black king · b7 white bishop · d7 black knight · f7 black pawn · g7 black pawn · b6 black pawn · d6 white queen · f6 black knight · h6 black pawn · e5 black pawn · f5 white pawn · a4 black queen · b2 white pawn · c2 black rook · d2 white knight · g2 white pawn · h2 white pawn · d1 white rook · e1 white rook · h1 white king | e8 black rook · g8 black king · b7 white bishop · d7 black knight · f7 black pawn · g7 black pawn · b6 black pawn · d6 white queen · f6 black knight · h6 black pawn · e5 black pawn · f5 white pawn · a4 black queen · b2 white pawn · c2 black rook · d2 white knight · g2 white pawn · h2 white pawn · d1 white rook · e1 white rook · h1 white king | e8 black rook · g8 black king · b7 white bishop · d7 black knight · f7 black pawn · g7 black pawn · b6 black pawn · d6 white queen · f6 black knight · h6 black pawn · e5 black pawn · f5 white pawn · a4 black queen · b2 white pawn · c2 black rook · d2 white knight · g2 white pawn · h2 white pawn · d1 white rook · e1 white rook · h1 white king | e8 black rook · g8 black king · b7 white bishop · d7 black knight · f7 black pawn · g7 black pawn · b6 black pawn · d6 white queen · f6 black knight · h6 black pawn · e5 black pawn · f5 white pawn · a4 black queen · b2 white pawn · c2 black rook · d2 white knight · g2 white pawn · h2 white pawn · d1 white rook · e1 white rook · h1 white king | e8 black rook · g8 black king · b7 white bishop · d7 black knight · f7 black pawn · g7 black pawn · b6 black pawn · d6 white queen · f6 black knight · h6 black pawn · e5 black pawn · f5 white pawn · a4 black queen · b2 white pawn · c2 black rook · d2 white knight · g2 white pawn · h2 white pawn · d1 white rook · e1 white rook · h1 white king | e8 black rook · g8 black king · b7 white bishop · d7 black knight · f7 black pawn · g7 black pawn · b6 black pawn · d6 white queen · f6 black knight · h6 black pawn · e5 black pawn · f5 white pawn · a4 black queen · b2 white pawn · c2 black rook · d2 white knight · g2 white pawn · h2 white pawn · d1 white rook · e1 white rook · h1 white king | e8 black rook · g8 black king · b7 white bishop · d7 black knight · f7 black pawn · g7 black pawn · b6 black pawn · d6 white queen · f6 black knight · h6 black pawn · e5 black pawn · f5 white pawn · a4 black queen · b2 white pawn · c2 black rook · d2 white knight · g2 white pawn · h2 white pawn · d1 white rook · e1 white rook · h1 white king | 8 |
| 7 | e8 black rook · g8 black king · b7 white bishop · d7 black knight · f7 black pawn · g7 black pawn · b6 black pawn · d6 white queen · f6 black knight · h6 black pawn · e5 black pawn · f5 white pawn · a4 black queen · b2 white pawn · c2 black rook · d2 white knight · g2 white pawn · h2 white pawn · d1 white rook · e1 white rook · h1 white king | e8 black rook · g8 black king · b7 white bishop · d7 black knight · f7 black pawn · g7 black pawn · b6 black pawn · d6 white queen · f6 black knight · h6 black pawn · e5 black pawn · f5 white pawn · a4 black queen · b2 white pawn · c2 black rook · d2 white knight · g2 white pawn · h2 white pawn · d1 white rook · e1 white rook · h1 white king | e8 black rook · g8 black king · b7 white bishop · d7 black knight · f7 black pawn · g7 black pawn · b6 black pawn · d6 white queen · f6 black knight · h6 black pawn · e5 black pawn · f5 white pawn · a4 black queen · b2 white pawn · c2 black rook · d2 white knight · g2 white pawn · h2 white pawn · d1 white rook · e1 white rook · h1 white king | e8 black rook · g8 black king · b7 white bishop · d7 black knight · f7 black pawn · g7 black pawn · b6 black pawn · d6 white queen · f6 black knight · h6 black pawn · e5 black pawn · f5 white pawn · a4 black queen · b2 white pawn · c2 black rook · d2 white knight · g2 white pawn · h2 white pawn · d1 white rook · e1 white rook · h1 white king | e8 black rook · g8 black king · b7 white bishop · d7 black knight · f7 black pawn · g7 black pawn · b6 black pawn · d6 white queen · f6 black knight · h6 black pawn · e5 black pawn · f5 white pawn · a4 black queen · b2 white pawn · c2 black rook · d2 white knight · g2 white pawn · h2 white pawn · d1 white rook · e1 white rook · h1 white king | e8 black rook · g8 black king · b7 white bishop · d7 black knight · f7 black pawn · g7 black pawn · b6 black pawn · d6 white queen · f6 black knight · h6 black pawn · e5 black pawn · f5 white pawn · a4 black queen · b2 white pawn · c2 black rook · d2 white knight · g2 white pawn · h2 white pawn · d1 white rook · e1 white rook · h1 white king | e8 black rook · g8 black king · b7 white bishop · d7 black knight · f7 black pawn · g7 black pawn · b6 black pawn · d6 white queen · f6 black knight · h6 black pawn · e5 black pawn · f5 white pawn · a4 black queen · b2 white pawn · c2 black rook · d2 white knight · g2 white pawn · h2 white pawn · d1 white rook · e1 white rook · h1 white king | e8 black rook · g8 black king · b7 white bishop · d7 black knight · f7 black pawn · g7 black pawn · b6 black pawn · d6 white queen · f6 black knight · h6 black pawn · e5 black pawn · f5 white pawn · a4 black queen · b2 white pawn · c2 black rook · d2 white knight · g2 white pawn · h2 white pawn · d1 white rook · e1 white rook · h1 white king | 7 |
| 6 | e8 black rook · g8 black king · b7 white bishop · d7 black knight · f7 black pawn · g7 black pawn · b6 black pawn · d6 white queen · f6 black knight · h6 black pawn · e5 black pawn · f5 white pawn · a4 black queen · b2 white pawn · c2 black rook · d2 white knight · g2 white pawn · h2 white pawn · d1 white rook · e1 white rook · h1 white king | e8 black rook · g8 black king · b7 white bishop · d7 black knight · f7 black pawn · g7 black pawn · b6 black pawn · d6 white queen · f6 black knight · h6 black pawn · e5 black pawn · f5 white pawn · a4 black queen · b2 white pawn · c2 black rook · d2 white knight · g2 white pawn · h2 white pawn · d1 white rook · e1 white rook · h1 white king | e8 black rook · g8 black king · b7 white bishop · d7 black knight · f7 black pawn · g7 black pawn · b6 black pawn · d6 white queen · f6 black knight · h6 black pawn · e5 black pawn · f5 white pawn · a4 black queen · b2 white pawn · c2 black rook · d2 white knight · g2 white pawn · h2 white pawn · d1 white rook · e1 white rook · h1 white king | e8 black rook · g8 black king · b7 white bishop · d7 black knight · f7 black pawn · g7 black pawn · b6 black pawn · d6 white queen · f6 black knight · h6 black pawn · e5 black pawn · f5 white pawn · a4 black queen · b2 white pawn · c2 black rook · d2 white knight · g2 white pawn · h2 white pawn · d1 white rook · e1 white rook · h1 white king | e8 black rook · g8 black king · b7 white bishop · d7 black knight · f7 black pawn · g7 black pawn · b6 black pawn · d6 white queen · f6 black knight · h6 black pawn · e5 black pawn · f5 white pawn · a4 black queen · b2 white pawn · c2 black rook · d2 white knight · g2 white pawn · h2 white pawn · d1 white rook · e1 white rook · h1 white king | e8 black rook · g8 black king · b7 white bishop · d7 black knight · f7 black pawn · g7 black pawn · b6 black pawn · d6 white queen · f6 black knight · h6 black pawn · e5 black pawn · f5 white pawn · a4 black queen · b2 white pawn · c2 black rook · d2 white knight · g2 white pawn · h2 white pawn · d1 white rook · e1 white rook · h1 white king | e8 black rook · g8 black king · b7 white bishop · d7 black knight · f7 black pawn · g7 black pawn · b6 black pawn · d6 white queen · f6 black knight · h6 black pawn · e5 black pawn · f5 white pawn · a4 black queen · b2 white pawn · c2 black rook · d2 white knight · g2 white pawn · h2 white pawn · d1 white rook · e1 white rook · h1 white king | e8 black rook · g8 black king · b7 white bishop · d7 black knight · f7 black pawn · g7 black pawn · b6 black pawn · d6 white queen · f6 black knight · h6 black pawn · e5 black pawn · f5 white pawn · a4 black queen · b2 white pawn · c2 black rook · d2 white knight · g2 white pawn · h2 white pawn · d1 white rook · e1 white rook · h1 white king | 6 |
| 5 | e8 black rook · g8 black king · b7 white bishop · d7 black knight · f7 black pawn · g7 black pawn · b6 black pawn · d6 white queen · f6 black knight · h6 black pawn · e5 black pawn · f5 white pawn · a4 black queen · b2 white pawn · c2 black rook · d2 white knight · g2 white pawn · h2 white pawn · d1 white rook · e1 white rook · h1 white king | e8 black rook · g8 black king · b7 white bishop · d7 black knight · f7 black pawn · g7 black pawn · b6 black pawn · d6 white queen · f6 black knight · h6 black pawn · e5 black pawn · f5 white pawn · a4 black queen · b2 white pawn · c2 black rook · d2 white knight · g2 white pawn · h2 white pawn · d1 white rook · e1 white rook · h1 white king | e8 black rook · g8 black king · b7 white bishop · d7 black knight · f7 black pawn · g7 black pawn · b6 black pawn · d6 white queen · f6 black knight · h6 black pawn · e5 black pawn · f5 white pawn · a4 black queen · b2 white pawn · c2 black rook · d2 white knight · g2 white pawn · h2 white pawn · d1 white rook · e1 white rook · h1 white king | e8 black rook · g8 black king · b7 white bishop · d7 black knight · f7 black pawn · g7 black pawn · b6 black pawn · d6 white queen · f6 black knight · h6 black pawn · e5 black pawn · f5 white pawn · a4 black queen · b2 white pawn · c2 black rook · d2 white knight · g2 white pawn · h2 white pawn · d1 white rook · e1 white rook · h1 white king | e8 black rook · g8 black king · b7 white bishop · d7 black knight · f7 black pawn · g7 black pawn · b6 black pawn · d6 white queen · f6 black knight · h6 black pawn · e5 black pawn · f5 white pawn · a4 black queen · b2 white pawn · c2 black rook · d2 white knight · g2 white pawn · h2 white pawn · d1 white rook · e1 white rook · h1 white king | e8 black rook · g8 black king · b7 white bishop · d7 black knight · f7 black pawn · g7 black pawn · b6 black pawn · d6 white queen · f6 black knight · h6 black pawn · e5 black pawn · f5 white pawn · a4 black queen · b2 white pawn · c2 black rook · d2 white knight · g2 white pawn · h2 white pawn · d1 white rook · e1 white rook · h1 white king | e8 black rook · g8 black king · b7 white bishop · d7 black knight · f7 black pawn · g7 black pawn · b6 black pawn · d6 white queen · f6 black knight · h6 black pawn · e5 black pawn · f5 white pawn · a4 black queen · b2 white pawn · c2 black rook · d2 white knight · g2 white pawn · h2 white pawn · d1 white rook · e1 white rook · h1 white king | e8 black rook · g8 black king · b7 white bishop · d7 black knight · f7 black pawn · g7 black pawn · b6 black pawn · d6 white queen · f6 black knight · h6 black pawn · e5 black pawn · f5 white pawn · a4 black queen · b2 white pawn · c2 black rook · d2 white knight · g2 white pawn · h2 white pawn · d1 white rook · e1 white rook · h1 white king | 5 |
| 4 | e8 black rook · g8 black king · b7 white bishop · d7 black knight · f7 black pawn · g7 black pawn · b6 black pawn · d6 white queen · f6 black knight · h6 black pawn · e5 black pawn · f5 white pawn · a4 black queen · b2 white pawn · c2 black rook · d2 white knight · g2 white pawn · h2 white pawn · d1 white rook · e1 white rook · h1 white king | e8 black rook · g8 black king · b7 white bishop · d7 black knight · f7 black pawn · g7 black pawn · b6 black pawn · d6 white queen · f6 black knight · h6 black pawn · e5 black pawn · f5 white pawn · a4 black queen · b2 white pawn · c2 black rook · d2 white knight · g2 white pawn · h2 white pawn · d1 white rook · e1 white rook · h1 white king | e8 black rook · g8 black king · b7 white bishop · d7 black knight · f7 black pawn · g7 black pawn · b6 black pawn · d6 white queen · f6 black knight · h6 black pawn · e5 black pawn · f5 white pawn · a4 black queen · b2 white pawn · c2 black rook · d2 white knight · g2 white pawn · h2 white pawn · d1 white rook · e1 white rook · h1 white king | e8 black rook · g8 black king · b7 white bishop · d7 black knight · f7 black pawn · g7 black pawn · b6 black pawn · d6 white queen · f6 black knight · h6 black pawn · e5 black pawn · f5 white pawn · a4 black queen · b2 white pawn · c2 black rook · d2 white knight · g2 white pawn · h2 white pawn · d1 white rook · e1 white rook · h1 white king | e8 black rook · g8 black king · b7 white bishop · d7 black knight · f7 black pawn · g7 black pawn · b6 black pawn · d6 white queen · f6 black knight · h6 black pawn · e5 black pawn · f5 white pawn · a4 black queen · b2 white pawn · c2 black rook · d2 white knight · g2 white pawn · h2 white pawn · d1 white rook · e1 white rook · h1 white king | e8 black rook · g8 black king · b7 white bishop · d7 black knight · f7 black pawn · g7 black pawn · b6 black pawn · d6 white queen · f6 black knight · h6 black pawn · e5 black pawn · f5 white pawn · a4 black queen · b2 white pawn · c2 black rook · d2 white knight · g2 white pawn · h2 white pawn · d1 white rook · e1 white rook · h1 white king | e8 black rook · g8 black king · b7 white bishop · d7 black knight · f7 black pawn · g7 black pawn · b6 black pawn · d6 white queen · f6 black knight · h6 black pawn · e5 black pawn · f5 white pawn · a4 black queen · b2 white pawn · c2 black rook · d2 white knight · g2 white pawn · h2 white pawn · d1 white rook · e1 white rook · h1 white king | e8 black rook · g8 black king · b7 white bishop · d7 black knight · f7 black pawn · g7 black pawn · b6 black pawn · d6 white queen · f6 black knight · h6 black pawn · e5 black pawn · f5 white pawn · a4 black queen · b2 white pawn · c2 black rook · d2 white knight · g2 white pawn · h2 white pawn · d1 white rook · e1 white rook · h1 white king | 4 |
| 3 | e8 black rook · g8 black king · b7 white bishop · d7 black knight · f7 black pawn · g7 black pawn · b6 black pawn · d6 white queen · f6 black knight · h6 black pawn · e5 black pawn · f5 white pawn · a4 black queen · b2 white pawn · c2 black rook · d2 white knight · g2 white pawn · h2 white pawn · d1 white rook · e1 white rook · h1 white king | e8 black rook · g8 black king · b7 white bishop · d7 black knight · f7 black pawn · g7 black pawn · b6 black pawn · d6 white queen · f6 black knight · h6 black pawn · e5 black pawn · f5 white pawn · a4 black queen · b2 white pawn · c2 black rook · d2 white knight · g2 white pawn · h2 white pawn · d1 white rook · e1 white rook · h1 white king | e8 black rook · g8 black king · b7 white bishop · d7 black knight · f7 black pawn · g7 black pawn · b6 black pawn · d6 white queen · f6 black knight · h6 black pawn · e5 black pawn · f5 white pawn · a4 black queen · b2 white pawn · c2 black rook · d2 white knight · g2 white pawn · h2 white pawn · d1 white rook · e1 white rook · h1 white king | e8 black rook · g8 black king · b7 white bishop · d7 black knight · f7 black pawn · g7 black pawn · b6 black pawn · d6 white queen · f6 black knight · h6 black pawn · e5 black pawn · f5 white pawn · a4 black queen · b2 white pawn · c2 black rook · d2 white knight · g2 white pawn · h2 white pawn · d1 white rook · e1 white rook · h1 white king | e8 black rook · g8 black king · b7 white bishop · d7 black knight · f7 black pawn · g7 black pawn · b6 black pawn · d6 white queen · f6 black knight · h6 black pawn · e5 black pawn · f5 white pawn · a4 black queen · b2 white pawn · c2 black rook · d2 white knight · g2 white pawn · h2 white pawn · d1 white rook · e1 white rook · h1 white king | e8 black rook · g8 black king · b7 white bishop · d7 black knight · f7 black pawn · g7 black pawn · b6 black pawn · d6 white queen · f6 black knight · h6 black pawn · e5 black pawn · f5 white pawn · a4 black queen · b2 white pawn · c2 black rook · d2 white knight · g2 white pawn · h2 white pawn · d1 white rook · e1 white rook · h1 white king | e8 black rook · g8 black king · b7 white bishop · d7 black knight · f7 black pawn · g7 black pawn · b6 black pawn · d6 white queen · f6 black knight · h6 black pawn · e5 black pawn · f5 white pawn · a4 black queen · b2 white pawn · c2 black rook · d2 white knight · g2 white pawn · h2 white pawn · d1 white rook · e1 white rook · h1 white king | e8 black rook · g8 black king · b7 white bishop · d7 black knight · f7 black pawn · g7 black pawn · b6 black pawn · d6 white queen · f6 black knight · h6 black pawn · e5 black pawn · f5 white pawn · a4 black queen · b2 white pawn · c2 black rook · d2 white knight · g2 white pawn · h2 white pawn · d1 white rook · e1 white rook · h1 white king | 3 |
| 2 | e8 black rook · g8 black king · b7 white bishop · d7 black knight · f7 black pawn · g7 black pawn · b6 black pawn · d6 white queen · f6 black knight · h6 black pawn · e5 black pawn · f5 white pawn · a4 black queen · b2 white pawn · c2 black rook · d2 white knight · g2 white pawn · h2 white pawn · d1 white rook · e1 white rook · h1 white king | e8 black rook · g8 black king · b7 white bishop · d7 black knight · f7 black pawn · g7 black pawn · b6 black pawn · d6 white queen · f6 black knight · h6 black pawn · e5 black pawn · f5 white pawn · a4 black queen · b2 white pawn · c2 black rook · d2 white knight · g2 white pawn · h2 white pawn · d1 white rook · e1 white rook · h1 white king | e8 black rook · g8 black king · b7 white bishop · d7 black knight · f7 black pawn · g7 black pawn · b6 black pawn · d6 white queen · f6 black knight · h6 black pawn · e5 black pawn · f5 white pawn · a4 black queen · b2 white pawn · c2 black rook · d2 white knight · g2 white pawn · h2 white pawn · d1 white rook · e1 white rook · h1 white king | e8 black rook · g8 black king · b7 white bishop · d7 black knight · f7 black pawn · g7 black pawn · b6 black pawn · d6 white queen · f6 black knight · h6 black pawn · e5 black pawn · f5 white pawn · a4 black queen · b2 white pawn · c2 black rook · d2 white knight · g2 white pawn · h2 white pawn · d1 white rook · e1 white rook · h1 white king | e8 black rook · g8 black king · b7 white bishop · d7 black knight · f7 black pawn · g7 black pawn · b6 black pawn · d6 white queen · f6 black knight · h6 black pawn · e5 black pawn · f5 white pawn · a4 black queen · b2 white pawn · c2 black rook · d2 white knight · g2 white pawn · h2 white pawn · d1 white rook · e1 white rook · h1 white king | e8 black rook · g8 black king · b7 white bishop · d7 black knight · f7 black pawn · g7 black pawn · b6 black pawn · d6 white queen · f6 black knight · h6 black pawn · e5 black pawn · f5 white pawn · a4 black queen · b2 white pawn · c2 black rook · d2 white knight · g2 white pawn · h2 white pawn · d1 white rook · e1 white rook · h1 white king | e8 black rook · g8 black king · b7 white bishop · d7 black knight · f7 black pawn · g7 black pawn · b6 black pawn · d6 white queen · f6 black knight · h6 black pawn · e5 black pawn · f5 white pawn · a4 black queen · b2 white pawn · c2 black rook · d2 white knight · g2 white pawn · h2 white pawn · d1 white rook · e1 white rook · h1 white king | e8 black rook · g8 black king · b7 white bishop · d7 black knight · f7 black pawn · g7 black pawn · b6 black pawn · d6 white queen · f6 black knight · h6 black pawn · e5 black pawn · f5 white pawn · a4 black queen · b2 white pawn · c2 black rook · d2 white knight · g2 white pawn · h2 white pawn · d1 white rook · e1 white rook · h1 white king | 2 |
| 1 | e8 black rook · g8 black king · b7 white bishop · d7 black knight · f7 black pawn · g7 black pawn · b6 black pawn · d6 white queen · f6 black knight · h6 black pawn · e5 black pawn · f5 white pawn · a4 black queen · b2 white pawn · c2 black rook · d2 white knight · g2 white pawn · h2 white pawn · d1 white rook · e1 white rook · h1 white king | e8 black rook · g8 black king · b7 white bishop · d7 black knight · f7 black pawn · g7 black pawn · b6 black pawn · d6 white queen · f6 black knight · h6 black pawn · e5 black pawn · f5 white pawn · a4 black queen · b2 white pawn · c2 black rook · d2 white knight · g2 white pawn · h2 white pawn · d1 white rook · e1 white rook · h1 white king | e8 black rook · g8 black king · b7 white bishop · d7 black knight · f7 black pawn · g7 black pawn · b6 black pawn · d6 white queen · f6 black knight · h6 black pawn · e5 black pawn · f5 white pawn · a4 black queen · b2 white pawn · c2 black rook · d2 white knight · g2 white pawn · h2 white pawn · d1 white rook · e1 white rook · h1 white king | e8 black rook · g8 black king · b7 white bishop · d7 black knight · f7 black pawn · g7 black pawn · b6 black pawn · d6 white queen · f6 black knight · h6 black pawn · e5 black pawn · f5 white pawn · a4 black queen · b2 white pawn · c2 black rook · d2 white knight · g2 white pawn · h2 white pawn · d1 white rook · e1 white rook · h1 white king | e8 black rook · g8 black king · b7 white bishop · d7 black knight · f7 black pawn · g7 black pawn · b6 black pawn · d6 white queen · f6 black knight · h6 black pawn · e5 black pawn · f5 white pawn · a4 black queen · b2 white pawn · c2 black rook · d2 white knight · g2 white pawn · h2 white pawn · d1 white rook · e1 white rook · h1 white king | e8 black rook · g8 black king · b7 white bishop · d7 black knight · f7 black pawn · g7 black pawn · b6 black pawn · d6 white queen · f6 black knight · h6 black pawn · e5 black pawn · f5 white pawn · a4 black queen · b2 white pawn · c2 black rook · d2 white knight · g2 white pawn · h2 white pawn · d1 white rook · e1 white rook · h1 white king | e8 black rook · g8 black king · b7 white bishop · d7 black knight · f7 black pawn · g7 black pawn · b6 black pawn · d6 white queen · f6 black knight · h6 black pawn · e5 black pawn · f5 white pawn · a4 black queen · b2 white pawn · c2 black rook · d2 white knight · g2 white pawn · h2 white pawn · d1 white rook · e1 white rook · h1 white king | e8 black rook · g8 black king · b7 white bishop · d7 black knight · f7 black pawn · g7 black pawn · b6 black pawn · d6 white queen · f6 black knight · h6 black pawn · e5 black pawn · f5 white pawn · a4 black queen · b2 white pawn · c2 black rook · d2 white knight · g2 white pawn · h2 white pawn · d1 white rook · e1 white rook · h1 white king | 1 |
|   | a | b | c | d | e | f | g | h |   |

리나레스 1994에서 폴가르는 세계 챔피언 가리 카스파로프에게 논란의 여지가 있는 경기에서 패배했다. 이 토너먼트는 17세의 폴가르가 세계 최강의 선수들과 경쟁하기 위해 처음으로 초청된 대회였다. 네 경기 후 그녀는 2점을 얻었다. 5라운드 카스파로프와의 경기 중, 카스파로프는 점차 그녀를 압도했고 35수 후 확실한 우위를 점했다. 그의 36번째 수에서 세계 챔피언은 나이트의 움직임에 대해 마음을 바꾸고 다른 칸으로 말을 옮겼다고 한다. 체스 규칙에 따르면, 선수가 말을 놓으면 그 움직임은 확정되므로, 카스파로프가 손을 떼었다면 원래의 움직임을 해야 했다. 폴가르는 당시 카스파로프에게 이의를 제기하지 않았는데, 그녀는 "세계 챔피언과 경기하고 있었고, 이렇게 중요한 대회에 처음 초대받은 상황에서 불쾌한 일을 만들고 싶지 않았다. 또한 불만이 기각되면 시간 압박 속에서 시계 페널티를 받을까 봐 두려웠다"고 말했다. 그러나 그녀는 이 사건을 목격하고 아무런 조치도 취하지 않은 심판 카를로스 팔콘을 의아하게 쳐다보았다.
이 사건은 스페인 텔레비전 회사 PVS의 제작진에 의해 녹화되었으며, 비디오테이프에는 카스파로프의 손가락이 나이트에서 떨어져 나간 것이 나타났다. 토너먼트 디렉터 카를로스 팔콘은 이 증거가 그에게 제공되었을 때 카스파로프를 몰수하지 않았다. 미국 체스 저널리스트 셸비 라이먼이 지적했듯이, 대부분의 스포츠에서 "즉시 리플레이"는 심판의 원래 결정을 번복하지 않으며 체스도 예외가 아니다. 당시 비디오는 토너먼트 스폰서 루이스 렌테로의 요청으로 공개되지 않았지만, 현재는 유튜브에서 볼 수 있다 보관됨 19 6월 2022 - 웨이백 머신. 한 시점에서 폴가르는 호텔 바에서 카스파로프에게 "어떻게 나에게 이런 짓을 할 수 있느냐?"고 따졌다고 한다. 이 사건 이후 카스파로프는 한 인터뷰에서 "그녀가 공개적으로 내가 속임수를 썼다고 말했다. ... 나는 그녀의 나이의 소녀라면 그런 발언을 하기 전에 좋은 예절을 배워야 한다고 생각한다"고 솔직하게 말했다. 그 후 카스파로프는 3년 동안 그녀에게 말하기를 거부했다. 카스파로프는 기자들에게 자신의 손이 말을 떠났다는 것을 알지 못했기 때문에 양심이 깨끗하다고 말했다. 폴가르는 토너먼트 마지막까지 회복했지만, 다음 여섯 라운드 동안 단 반점만 얻으며 부진에 빠졌다. 이 사건은 토너먼트에서 저조한 성적을 거둔 카스파로프에게도 영향을 미쳤을 수 있다.

### 역대 최강 여성 선수
폴가르는 일반적으로 역대 최강의 여성 체스 선수로 여겨진다. 1996년 1월, 그녀는 모든 체스 선수 중 상위 10위 안에 든 유일한 여성이 되었다. 1996년 8월, 그녀는 비엔나에서 열린 매우 강력한 10인 토너먼트에 참가했다. 카르포프, 토팔로프, 보리스 겔판드가 공동 1위를 차지했으며, 크람니크, 폴가르, 레코가 공동 4위를 차지했다. 1996년 12월, 폴가르는 상파울루에서 브라질 챔피언 길베르트 밀로스와 경기를 했다. 네 경기는 시간당 30수, 나머지 경기는 30분으로 진행되었다. 폴가르는 두 경기를 이기고 한 경기를 비기고 한 경기를 지며 12,000달러의 상금을 획득했다. 당시 카르포프는 FIDE 세계 챔피언이었다.
1997년 2월, 그녀는 리나레스 "슈퍼 토너먼트"에 참가했는데, 카스파로프가 크람니크를 근소한 차이로 이기며 우승했다. 폴가르는 12명의 GM이 참가한 토너먼트에서 아난드, 이반추크, 겔판드, 시로프를 제치고 명백한 5위를 차지했다. 그녀의 결과는 토너먼트의 강도(평균 2701)를 고려할 때 예외적이라고 여겨졌으며, 그녀는 이반추크와의 경기에서 전술적 기술로 칭찬받았다. 1997년 4월, 그녀는 세계 최고의 선수 10명이 참가한 단일 라운드 로빈 카테고리 XIX 이벤트인 도스 에르마나스 체스 토너먼트에 참가했다. 그녀는 4.5승 4.5패로 6위를 기록했다. 1997년 6월, 그녀는 토팔로프가 우승한 마드리드 10인 GM 토너먼트에서 4.5승 4.5패로 비겼다. 1997년 7월, 폴가르는 엘리트 도르트문트 국제 토너먼트에 참가했다. 그녀는 카르포프와 같은 선수들보다 앞서 10명의 강력한 선수들 중 5위를 차지했다. 토너먼트에서 그녀는 흑마를 사용하여 당시 세계 랭킹 4위였던 베셀린 토팔로프를 상대로 승리했다. 토팔로프는 폴가르가 깊이 있는 위치 희생을 실행하기 전까지 유리했다. 1997년 10월, 그녀는 네덜란드 호헤베인에서 열린 VAM 국제 토너먼트 4인 그랜드마스터 더블 라운드 로빈 토너먼트에서 공동 2위를 차지했다.
"역대 최고의 선수가 누구인가에 대한 활발한 논쟁이 오랫동안 있었습니다." GM 로버트 번은 1997년 8월 26일 뉴욕 타임즈 칼럼에 썼다. "유명한 후보로는 보비 피셔, 가리 카스파로프, 호세 라울 카파블랑카, 알렉산드르 알료힌, 엠마누엘 라스커가 있습니다. 하지만 최고의 여성 선수에 대해서는 논쟁의 여지가 없습니다. 그녀는 21세의 유디트 폴가르입니다."

1998년 폴가르는 아나톨리 카르포프를 "액션" 체스 (경기당 30분) 경기에서 물리쳤다. 당시 카르포프는 FIDE 세계 챔피언이었다.

1998년 1월, 그녀는 네덜란드 바이크 안 제에서 열린 카테고리 XVII 이벤트인 후고벤스에 참가했는데, 세계 최고의 그랜드마스터 14명이 참가했다. 그녀는 카르포프, 토팔로프, 제룬 피켓과 공동 6~10위를 차지하며 13경기에서 6.5점을 기록했다. 폴가르는 공동 우승자 비스와나탄 아난드에게 토너먼트에서 유일한 패배를 안겨주었다. 1998년 6월 부다페스트에서 폴가르는 아나톨리 카르포프를 상대로 8경기 "액션" 체스를 두었다. 이는 전체 경기에 30분이 주어지는 방식이다. 그녀는 두 경기를 이기고 나머지는 무승부로 끝내며 5대 3으로 승리했다. 당시 카르포프는 국제 체스 연맹 세계 챔피언이었다. 1998년 8월, 폴가르는 하와이 카일루아-코나의 코나 서프 리조트에서 열린 U.S. 오픈에서 여성으로서는 처음으로 우승했다. 그녀는 GM 보리스 굴코와 각각 8승 1패를 기록하며 토너먼트 우승을 공유했다. 그녀의 공격적인 스타일의 전형적인 예는 GM 게오르기 카체이슈빌리에게 승리한 경기였는데, 그녀는 공격을 위해 여왕을 희생했다. 1998년 10월, 폴가르는 네덜란드 호헤베인에서 열린 VAM 4인 그랜드마스터 토너먼트에서 얀 팀만보다 1.5점 앞서며 우승했다. 1998년 11월, 폴가르는 이스라엘에서 열린 위드라 기념 래피드 체스 토너먼트에 참가했다. 그녀는 비스와나탄 아난드와 공동 1위를 차지하며 14경기 중 11.5점을 기록했다. 아난드는 폴가르와의 타이브레이크 게임에서 우승하여 토너먼트에서 우승했다.
폴가르가 여성 최초로 상위 10위권에 진입한 지 2년 만에 그녀의 평점은 떨어졌다. 그녀는 상위 20위권에 있었지만, 이로 인해 그녀는 최강 토너먼트 초대를 덜 받게 되었다.
1999년 10월, 폴가르는 네덜란드 호헤베인에서 열린 VAM 체스 토너먼트 4인 GM 부문에 참가했다. 얀 팀만이 토너먼트 초반을 이끌었지만, 폴가르는 마지막 4경기에서 3점을 득점하며 공동 1위를 차지했다. 아나톨리 카르포프는 3위, 다르멘 사드바카소프는 4위를 차지했다.
2000년 1월, 폴가르는 스페인 팜플로나에서 열린 토너먼트에서 실망스러운 결과를 얻었다. 이 토너먼트는 나이젤 쇼트가 우승했다. 그녀는 9경기에서 4점만 득점하며, 자신의 평점보다 낮은 성적을 보인 얀 팀만과 공동 6~7위를 기록했다. 같은 달 말, 폴가르는 코러스 바이크 안 제에서 열린 카테고리 XVIII 토너먼트에서도 또 다른 실망스러운 결과를 얻었다. 이 토너먼트는 카스파로프가 우승했다. 그녀는 11라운드가 되어서야 첫 승리를 거두었고, 13경기에서 5점을 득점하여 14명의 GM 중 빅토르 코르치노이와 공동 11~12위를 기록했다. 그러나 같은 1월에 조지아 바투미에서 열린 유럽 팀 챔피언십에서는 보드 2에서 6.5승 2.5패를 기록하며 금메달을 획득했다.
2000년 4월과 5월, 폴가르는 아시아에서 열린 가장 강력한 토너먼트 중 하나에서 우승했다. 인도네시아 발리 덴파사르에서 열린 잡파 클래식은 당시 FIDE 세계 챔피언이었던 알렉산데르 할리프만과 그의 전임자 아나톨리 카르포프를 포함한 10명의 선수가 참가한 카테고리 XVI 대회였다. 마지막 라운드에 들어가면서 폴가르, 할리프만, 카르포프, 길베르토 밀로스 네 선수가 공동 선두였지만, 폴가르는 브라질 GM 밀로스를 상대로 승리했고 할리프만과 카르포프는 비겼다. 폴가르는 6.5승 2.5패로 단독 1위를 차지하며 2만 달러의 1등 상금을 획득했다. 5월 말, 그녀는 스웨덴 말뫼에서 열린 시게만 & 컴퍼니 국제 토너먼트에서 우승했다. 그녀는 4인 더블 라운드 로빈 토너먼트에서 4점을 획득했고, 얀 팀만은 3.5점, 울프 안데르손과 타이거 힐라르프-페르손이 그 뒤를 이었다. 2000년 6월, 그녀는 유카탄주 메리다에서 열린 GM 토너먼트에서 알렉세이 시로프에게 반점 뒤처지며 2위를 차지했다. 2000년 9월, 그녀는 나이젤 쇼트와 아나톨리 카르포프를 제치고 빅토르 볼로간과 함께 나이도르프 체스 페스티벌에서 공동 1위를 차지했다. 10월과 11월에는 제34회 체스 올림피아드에서 헝가리 대표로 3번째 보드에서 활약했다. 헝가리 팀은 아쉽게 동메달을 놓쳤지만, 폴가르는 13경기 중 10점을 기록하며 올림피아드에서 모든 선수 중 두 번째로 높은 점수를 기록했다 그리고 2772의 평점 경기력을 기록했다.
2001년 2월 말과 3월 초, 폴가르는 세계 최강의 선수 6명이 참가하는 엘리트 리나레스 더블 라운드 로빈 초청전에 참가했다. 카스파로프는 10경기에서 7.5점을 기록하며 토너먼트에서 우승했다. 나머지 5명의 참가자, 폴가르, 카르포프, 시로프, 그리추크, 레코는 모두 4.5점으로 공동 2위이자 최하위를 기록했다. 그러나 폴가르는 카스파로프와 두 경기 모두 무승부를 기록했는데, 이는 그녀의 경력에서 토너먼트 시간 제한 내에서 처음으로 이러한 결과를 얻은 것이었다. 2001년 3월, 그녀는 칸에서 열린 월드컵 래피드 플레이 토너먼트 준결승에 진출했다. 그녀는 토너먼트의 16명의 그랜드마스터 중 마지막 4인에 들었다. 그녀는 준결승 경기에서 예브게니 바레예프에게 패배했고, 바레예프는 카스파로프에게 패배했다. 8강 플레이오프 블리츠 경기에서 그녀는 프랑스 최강 선수인 조엘 라우티어를 12수만에 여왕을 빼앗아 항복시켰고, 이로 인해 수백 명의 관중들이 박수갈채를 보냈다. 2001년 6월, 폴가르는 마케도니아 오흐리드에서 열린 유럽 선수권 대회에서 4위를 차지했다. 이 대회는 143명의 그랜드마스터와 38명의 국제 마스터가 참가한 13라운드 스위스식 토너먼트였다. 2001년 10월, 그녀는 네덜란드 호헤베인에서 열린 에센트 토너먼트에서 GM 뢰크 반 벨리와 공동 1위를 차지했다.

### 역사를 만들다
2002년 9월, 러시아 대 세계 나머지 팀 경기에서 폴가르는 마침내 가리 카스파로프를 경기에서 물리쳤다. 이 토너먼트는 경기당 25분, 한 수당 10초의 추가 시간을 부여하는 래피드 규칙으로 진행되었다. 그녀는 뛰어난 포지셔널 플레이로 승리했다. 카스파로프는 흑으로 평소의 시실리안 대신 베를린 디펜스를 선택했고, 폴가르는 카스파로프 자신이 사용했던 라인으로 진행했다. 폴가르는 자신의 룩으로 카스파로프의 킹(여전히 보드 중앙에 있었다)을 공격할 수 있었고, 두 개의 폰이 뒤처지자 카스파로프는 항복했다. 이 경기는 세계 팀이 52대 48로 경기에서 승리하는 데 도움이 되었다. 항복하자마자 카스파로프는 기자와 사진가들에게 막혀 있던 통로로 즉시 나갔다. 카스파로프는 한때 폴가르를 "서커스 인형"이라고 묘사하며 여성 체스 선수들은 아이를 낳는 데 집중해야 한다고 주장했다. 폴가르는 이 경기를 "자신의 경력에서 가장 놀라운 순간 중 하나"라고 불렀다. 이 경기는 체스 역사상 여성이 세계 랭킹 1위 선수를 경쟁 경기에서 물리친 최초의 역사적인 사건이었다. 이 경기의 영상이 포함된 폴가르와의 인터뷰는 2016년 BBC Witness 라디오 프로그램에 실렸다.
2002년 10월과 11월, 폴가르는 제35회 체스 올림피아드에서 헝가리 대표팀의 두 번째 보드(첫 번째 보드는 페테르 레코)로 출전했다. 2000년 올림피아드에서 보여준 놀라운 성과는 아니었지만, 그녀는 헝가리가 이 대회에서 은메달을 획득하는 데 기여했다. 헝가리 팀은 토너먼트에서 가장 좋은 승패 기록을 보유했고 56경기 중 단 한 경기도 패하지 않았지만, 대부분의 경기를 2.5대 1.5로 승리한 반면, 러시아 팀은 점수를 쌓아 금메달을 획득했다. 그러나 헝가리는 금메달을 획득한 러시아 팀에게 유일한 패배를 안겨주었다. 폴가르의 4라운드 아제르바이잔 선수 섀흐리야르 맴매디아로프와의 경기에는 그의 킹을 보드 중앙으로 끌어들인 뛰어난 12.Nxf7가 포함되었다.
2003년 초, 폴가르는 다시 세계 랭킹 10위 안에 들었다. 2003년, 폴가르는 자신의 최고의 결과 중 하나를 기록했다: 카테고리 XIX 코러스 체스 토너먼트에서 무패로 2위를 차지했는데, 미래 세계 챔피언 비스와나탄 아난드에게 단 반점 뒤처졌고, 당시 세계 챔피언 블라디미르 크람니크보다 1점 앞섰다. 토너먼트의 하이라이트 중 하나는 폴가르가 4라운드에서 아나톨리 카르포프를 상대로 압도적인 승리를 거둔 것이었다. 그녀는 오프닝에서 자신이 보드에서 고안한 참신한 수를 두었다. 이 게임은 카르포프가 두 폰을 잃고 킹이 노출된 채 33수 만에 끝났다. 폴가르는 게임이 끝날 무렵 "즐거웠다"고 인정했다. 2003년 4월, 폴가르는 부다페스트에서 열린 헝가리스트 호텔 슈퍼 토너먼트에서 나이젤 쇼트 뒤에서 2위를 차지했다. 그녀는 토너먼트에서 1위로 향하는 듯 보였지만, 동포인 페테르 레코에게 패배했다. 2003년 6월, 폴가르는 프랑스 엔기앙-레-방 국제 토너먼트에서 보리스 겔판드와 공동 3위를 차지하며 5.5승 3.5패를 기록했고, 토너먼트 우승자인 예브게니 바레예프와 마이클 아담스 GM보다 뒤처졌다. 2003년 8월, 폴가르는 독일 마인츠에서 비스와나탄 아난드를 상대로 "성 대결"로 불리는 8경기 래피드 체스 경기를 펼쳤다. 6경기 후 각 선수는 3경기씩 이겼다. 아난드가 마지막 두 경기를 이기며 경기에 승리했다. 2003년 10월, 폴가르는 네덜란드 호헤베인에서 열린 4인 그랜드마스터 에센트 토너먼트에서 우승했다. 카르포프와의 한 경기에서 그가 실수를 범하여 폴가르가 1889년 엠마누엘 라스커가 바우어를 상대로 처음 사용했던 유명한 더블 비숍 희생을 활용할 수 있게 되었다.
2004년, 폴가르는 아들 올리버를 출산하기 위해 체스에서 잠시 휴식을 취했다. 그 결과 그녀는 비활동 선수로 간주되어 2005년 1월 국제 체스 연맹 랭킹 목록에 포함되지 않았다. 그녀의 언니 수잔은 이 기간 동안 선수 자격을 재활성화하여 일시적으로 다시 세계 랭킹 1위 여성 선수가 되었다.
폴가르는 2005년 1월 15일 권위 있는 코러스 체스 토너먼트에서 체스로 복귀했다. 일부에서는 이 토너먼트를 유럽에서 가장 중요한 토너먼트라고 여겼는데, 동료 헝가리 선수 페테르 레코가 우승했고, 폴가르는 7/13점을 기록하며 알렉산데르 그리추크, 마이클 아담스, 크람니크와 공동 4위를 차지했다. 따라서 그녀는 2005년 4월 국제 체스 연맹 랭킹 목록에 다시 등재되었으며, 코러스에서의 기대 이상의 성과로 몇 점을 더 얻었다. 5월에는 불가리아 소피아에서 열린 강력한 토너먼트에서도 기대 이상의 성과를 거두며 3위를 차지했다. 이로 인해 그녀는 2005년 7월 국제 체스 연맹 목록에서 역대 최고 평점인 2735점을 기록하며 세계 8위 자리를 유지할 수 있었다.
2005년 9월, 폴가르는 세계 체스 선수권 대회 예선 마지막 단계에 참가한 최초의 여성으로 다시 한번 역사를 만들었다. 그녀는 이전에 세계 챔피언십을 위한 100명 이상의 대규모 녹아웃 토너먼트에 참가했지만, 이번은 소규모 8인 초청 대회였다. 그러나 그녀는 저조한 성적을 거두며 8명의 경쟁자 중 꼴찌를 기록했다. 그러나 베셀린 토팔로프와의 경기에서 폴가르는 결국 토너먼트 우승자이자 세계 챔피언을 7시간 동안의 마라톤 경기로 몰아붙인 끝에 패배했다.
그녀는 다시 임신했기 때문에 2006년 리나레스 토너먼트에 참가하지 않았다. 2006년 7월 6일, 그녀는 딸 한나를 출산했다.
폴가르는 2006년 9월 5일부터 7일까지 이스라엘 리숀 레지온에서 열린 FIDE 세계 블리츠 챔피언십에 참가했다. 블리츠 체스는 각 선수가 모든 수를 두는 데 5분만 주어지는 방식으로 진행된다. 세계 최강 선수 16명이 참가한 라운드 로빈 토너먼트는 알렉산데르 그리추크가 페테르 스비들러를 타이브레이크에서 간신히 이기고 우승하며 막을 내렸다. 폴가르는 공동 5/6위를 차지하며 3일간의 토너먼트에서 5,625달러를 획득했다. 폴가르는 보리스 겔판드와 9.5점으로 동점을 기록했고, 당시 세계 랭킹 2위였던 비스와나탄 아난드와의 개인전에서 승리했다. 2006년 10월, 폴가르는 또 다른 뛰어난 결과를 기록했다: 네덜란드 호헤베인에서 열린 에센트 체스 토너먼트에서 공동 1위를 차지했다. 그녀는 당시 세계 최고 평점 선수인 베셀린 토팔로프를 상대로 두 번의 승리를 포함하여 더블 라운드 로빈 토너먼트에서 6경기 4.5점을 기록했다. 2006년 12월, 폴가르는 전 FIDE 세계 챔피언 베셀린 토팔로프를 상대로 6경기 블라인드폴드 래피드 체스 경기를 펼쳤다. 토팔로프는 폴가르의 1승에 대해 2승으로 3.5대 2.5로 경기에서 승리했다. 거의 1,000명의 관중이 이 행사에 참석했다.
2007년 5월-6월, 그녀는 FIDE 세계 체스 선수권 대회 2007의 후보자 토너먼트에 참가했다. 그녀는 1라운드에서 예브게니 바레예프에게 3.5대 2.5로 패배하여 탈락했다. 일부 체스 평론가들은 그녀가 토너먼트에 "제대로 준비되지 않았다"고 말했다. 그녀는 지난 3년 동안 두 자녀를 출산하면서 체스를 덜 했기 때문이다. 그러나 그녀는 5차전 승리에서 토너먼트 중 가장 아름다운 공격을 선보였다고 여전히 칭찬받았다. 2007년 7월, 폴가르는 16세의 망누스 칼센이 우승한 빌 체스 페스티벌에 참가했다. 폴가르는 9라운드 토너먼트에서 5승 4패로 공동 3위에서 6위를 기록했다. 그녀에게 하이라이트 경기는 실제로는 무승부였다. 폴가르는 알렉산데르 그리추크의 나이트 대 나이트와 두 개의 연결된 패스폰 엔드게임을 플레이하고 있었지만, 그녀는 두 개의 폰을 모두 제거할 수 있었다. 2007년 10월, 폴가르는 스페인 빌바오에서 열린 블라인드폴드 월드컵에 참가했다. 폴가르는 3승 4패 3무로 6명의 선수 중 4위를 차지했다. 이 토너먼트는 중국의 부 샹즈가 우승했으며, 그의 유일한 패배는 폴가르에게였다. 2007년 11월, 그녀는 스페인 비토리아 가스테이즈에서 열린 "더 나은 세상을 위한 체스 챔피언스 리그"에 참가했다. 이는 콩고 민주 공화국 음부지마이의 병원 장비 자금을 모으기 위한 토너먼트였다. 폴가르는 강력한 6인 토너먼트에서 공동 3위를 차지했고, 토너먼트 우승자인 베셀린 토팔로프에게 유일한 패배를 안겨주었다.
2008년 1월, 그녀는 강력한 코러스 바이크 안 제 토너먼트에 참가하여 14명의 선수 중 6/13이라는 괜찮은 점수를 기록하며 공동 9~11위를 기록했다. 2008년 11월, 폴가르는 카자흐스탄 알마티에서 열린 세계 체스 블리츠 챔피언십에서 2.5점만 기록하며 16명의 선수 중 꼴찌를 기록하는 참담한 결과를 얻었다. 2008년 11월, 폴가르는 드레스덴에서 열린 제38회 체스 올림피아드 헝가리 오픈("남자") 팀에서 2번째 보드를 맡아 3.5/8을 기록했다.
2009년 11월, 폴가르는 시베리아 한티만시스크에서 열린 FIDE 월드컵에 참가했다. 폴가르는 녹아웃 토너먼트에서 3라운드까지 진출했지만, 토너먼트 우승자인 보리스 겔판드에게 패배하여 탈락했다. 그녀는 겔판드에게 토너먼트에서 유일한 패배를 안겨주었다.

### 경쟁 복귀
2010년, 폴가르는 경쟁 체스에 복귀하기 시작했고 최근 몇 년보다 더 많은 경기를 할 것이다. 2010년 3월, 폴가르는 사우스캐롤라이나 힐턴 헤드에서 그랜드마스터 그레고리 카이다노프와 4경기 경기를 했다. 각 게임은 시실리안 디펜스로 시작해야 했다. 경기는 각 선수가 두 경기씩 이기며 무승부로 끝났다. 2010년 4월, 폴가르는 프라하 체스 학회 주최 ČEZ 체스 트로피 2010 페스티벌의 일환으로 체코 GM 다비트 나바라와 8경기 래피드 체스 경기를 가졌다. 폴가르의 평점 2682에 비해 약간 더 높은 2708의 평점에도 불구하고, 나바라는 6대 2로 경기에서 패배했다. 폴가르는 2010년 4월 29일부터 5월 1일까지 바쿠, 아제르바이잔에서 열린 대통령배 체스 컵 래피드 체스 토너먼트에 참가했다. 그녀는 1승 2패 4무로 8인 라운드 로빈에서 공동 5위를 차지했다. 토너먼트는 크람니크가 맘메디아로프와 캄스키를 엘로 평점으로 이기며 공동 1위로 끝났다. 2010년 6월, 폴가르가 GM 졸탄 알마시의 올림피아드 훈련을 돕고 있다고 보도되었다.
2010년 9월과 10월, 폴가르는 러시아 한티만시스크에서 열린 제39회 체스 올림피아드 헝가리 남자 팀의 3번 보드에서 뛰었다. 팀은 타이브레이크에서 이스라엘에게 동메달을 놓치고 4위를 차지했다. 2010년에 최근 몇 년보다 더 많은 경기를 한 폴가르는 6/10점을 기록하며 보드 3 선수 중 전체 4위를 차지했다. 헝가리 남자 팀의 하이라이트는 러시아 I에 대한 5라운드 승리였다. 2010년 11월, 폴가르는 멕시코 국립 대학교 100주년을 기념하기 위해 개최된 4인 래피드 토너먼트에서 우승했다. 폴가르는 바실리 이반추크와의 초반 접전에서 승리했다. 그 후 그녀는 전 세계 챔피언이자 2009년 세계 랭킹 1위였던 베셀린 토팔로프를 3.5대 0.5로 완파하며 토너먼트에서 우승했다.
|   | a | b | c | d | e | f | g | h |   |
| 8 | d8 black rook · h8 black king · f7 white rook · d6 black pawn · g6 black pawn · h6 black pawn · d5 white bishop · e5 black pawn · g5 white pawn · c4 white pawn · h4 white pawn · d2 black bishop · f2 white pawn · g2 white king | d8 black rook · h8 black king · f7 white rook · d6 black pawn · g6 black pawn · h6 black pawn · d5 white bishop · e5 black pawn · g5 white pawn · c4 white pawn · h4 white pawn · d2 black bishop · f2 white pawn · g2 white king | d8 black rook · h8 black king · f7 white rook · d6 black pawn · g6 black pawn · h6 black pawn · d5 white bishop · e5 black pawn · g5 white pawn · c4 white pawn · h4 white pawn · d2 black bishop · f2 white pawn · g2 white king | d8 black rook · h8 black king · f7 white rook · d6 black pawn · g6 black pawn · h6 black pawn · d5 white bishop · e5 black pawn · g5 white pawn · c4 white pawn · h4 white pawn · d2 black bishop · f2 white pawn · g2 white king | d8 black rook · h8 black king · f7 white rook · d6 black pawn · g6 black pawn · h6 black pawn · d5 white bishop · e5 black pawn · g5 white pawn · c4 white pawn · h4 white pawn · d2 black bishop · f2 white pawn · g2 white king | d8 black rook · h8 black king · f7 white rook · d6 black pawn · g6 black pawn · h6 black pawn · d5 white bishop · e5 black pawn · g5 white pawn · c4 white pawn · h4 white pawn · d2 black bishop · f2 white pawn · g2 white king | d8 black rook · h8 black king · f7 white rook · d6 black pawn · g6 black pawn · h6 black pawn · d5 white bishop · e5 black pawn · g5 white pawn · c4 white pawn · h4 white pawn · d2 black bishop · f2 white pawn · g2 white king | d8 black rook · h8 black king · f7 white rook · d6 black pawn · g6 black pawn · h6 black pawn · d5 white bishop · e5 black pawn · g5 white pawn · c4 white pawn · h4 white pawn · d2 black bishop · f2 white pawn · g2 white king | 8 |
| 7 | d8 black rook · h8 black king · f7 white rook · d6 black pawn · g6 black pawn · h6 black pawn · d5 white bishop · e5 black pawn · g5 white pawn · c4 white pawn · h4 white pawn · d2 black bishop · f2 white pawn · g2 white king | d8 black rook · h8 black king · f7 white rook · d6 black pawn · g6 black pawn · h6 black pawn · d5 white bishop · e5 black pawn · g5 white pawn · c4 white pawn · h4 white pawn · d2 black bishop · f2 white pawn · g2 white king | d8 black rook · h8 black king · f7 white rook · d6 black pawn · g6 black pawn · h6 black pawn · d5 white bishop · e5 black pawn · g5 white pawn · c4 white pawn · h4 white pawn · d2 black bishop · f2 white pawn · g2 white king | d8 black rook · h8 black king · f7 white rook · d6 black pawn · g6 black pawn · h6 black pawn · d5 white bishop · e5 black pawn · g5 white pawn · c4 white pawn · h4 white pawn · d2 black bishop · f2 white pawn · g2 white king | d8 black rook · h8 black king · f7 white rook · d6 black pawn · g6 black pawn · h6 black pawn · d5 white bishop · e5 black pawn · g5 white pawn · c4 white pawn · h4 white pawn · d2 black bishop · f2 white pawn · g2 white king | d8 black rook · h8 black king · f7 white rook · d6 black pawn · g6 black pawn · h6 black pawn · d5 white bishop · e5 black pawn · g5 white pawn · c4 white pawn · h4 white pawn · d2 black bishop · f2 white pawn · g2 white king | d8 black rook · h8 black king · f7 white rook · d6 black pawn · g6 black pawn · h6 black pawn · d5 white bishop · e5 black pawn · g5 white pawn · c4 white pawn · h4 white pawn · d2 black bishop · f2 white pawn · g2 white king | d8 black rook · h8 black king · f7 white rook · d6 black pawn · g6 black pawn · h6 black pawn · d5 white bishop · e5 black pawn · g5 white pawn · c4 white pawn · h4 white pawn · d2 black bishop · f2 white pawn · g2 white king | 7 |
| 6 | d8 black rook · h8 black king · f7 white rook · d6 black pawn · g6 black pawn · h6 black pawn · d5 white bishop · e5 black pawn · g5 white pawn · c4 white pawn · h4 white pawn · d2 black bishop · f2 white pawn · g2 white king | d8 black rook · h8 black king · f7 white rook · d6 black pawn · g6 black pawn · h6 black pawn · d5 white bishop · e5 black pawn · g5 white pawn · c4 white pawn · h4 white pawn · d2 black bishop · f2 white pawn · g2 white king | d8 black rook · h8 black king · f7 white rook · d6 black pawn · g6 black pawn · h6 black pawn · d5 white bishop · e5 black pawn · g5 white pawn · c4 white pawn · h4 white pawn · d2 black bishop · f2 white pawn · g2 white king | d8 black rook · h8 black king · f7 white rook · d6 black pawn · g6 black pawn · h6 black pawn · d5 white bishop · e5 black pawn · g5 white pawn · c4 white pawn · h4 white pawn · d2 black bishop · f2 white pawn · g2 white king | d8 black rook · h8 black king · f7 white rook · d6 black pawn · g6 black pawn · h6 black pawn · d5 white bishop · e5 black pawn · g5 white pawn · c4 white pawn · h4 white pawn · d2 black bishop · f2 white pawn · g2 white king | d8 black rook · h8 black king · f7 white rook · d6 black pawn · g6 black pawn · h6 black pawn · d5 white bishop · e5 black pawn · g5 white pawn · c4 white pawn · h4 white pawn · d2 black bishop · f2 white pawn · g2 white king | d8 black rook · h8 black king · f7 white rook · d6 black pawn · g6 black pawn · h6 black pawn · d5 white bishop · e5 black pawn · g5 white pawn · c4 white pawn · h4 white pawn · d2 black bishop · f2 white pawn · g2 white king | d8 black rook · h8 black king · f7 white rook · d6 black pawn · g6 black pawn · h6 black pawn · d5 white bishop · e5 black pawn · g5 white pawn · c4 white pawn · h4 white pawn · d2 black bishop · f2 white pawn · g2 white king | 6 |
| 5 | d8 black rook · h8 black king · f7 white rook · d6 black pawn · g6 black pawn · h6 black pawn · d5 white bishop · e5 black pawn · g5 white pawn · c4 white pawn · h4 white pawn · d2 black bishop · f2 white pawn · g2 white king | d8 black rook · h8 black king · f7 white rook · d6 black pawn · g6 black pawn · h6 black pawn · d5 white bishop · e5 black pawn · g5 white pawn · c4 white pawn · h4 white pawn · d2 black bishop · f2 white pawn · g2 white king | d8 black rook · h8 black king · f7 white rook · d6 black pawn · g6 black pawn · h6 black pawn · d5 white bishop · e5 black pawn · g5 white pawn · c4 white pawn · h4 white pawn · d2 black bishop · f2 white pawn · g2 white king | d8 black rook · h8 black king · f7 white rook · d6 black pawn · g6 black pawn · h6 black pawn · d5 white bishop · e5 black pawn · g5 white pawn · c4 white pawn · h4 white pawn · d2 black bishop · f2 white pawn · g2 white king | d8 black rook · h8 black king · f7 white rook · d6 black pawn · g6 black pawn · h6 black pawn · d5 white bishop · e5 black pawn · g5 white pawn · c4 white pawn · h4 white pawn · d2 black bishop · f2 white pawn · g2 white king | d8 black rook · h8 black king · f7 white rook · d6 black pawn · g6 black pawn · h6 black pawn · d5 white bishop · e5 black pawn · g5 white pawn · c4 white pawn · h4 white pawn · d2 black bishop · f2 white pawn · g2 white king | d8 black rook · h8 black king · f7 white rook · d6 black pawn · g6 black pawn · h6 black pawn · d5 white bishop · e5 black pawn · g5 white pawn · c4 white pawn · h4 white pawn · d2 black bishop · f2 white pawn · g2 white king | d8 black rook · h8 black king · f7 white rook · d6 black pawn · g6 black pawn · h6 black pawn · d5 white bishop · e5 black pawn · g5 white pawn · c4 white pawn · h4 white pawn · d2 black bishop · f2 white pawn · g2 white king | 5 |
| 4 | d8 black rook · h8 black king · f7 white rook · d6 black pawn · g6 black pawn · h6 black pawn · d5 white bishop · e5 black pawn · g5 white pawn · c4 white pawn · h4 white pawn · d2 black bishop · f2 white pawn · g2 white king | d8 black rook · h8 black king · f7 white rook · d6 black pawn · g6 black pawn · h6 black pawn · d5 white bishop · e5 black pawn · g5 white pawn · c4 white pawn · h4 white pawn · d2 black bishop · f2 white pawn · g2 white king | d8 black rook · h8 black king · f7 white rook · d6 black pawn · g6 black pawn · h6 black pawn · d5 white bishop · e5 black pawn · g5 white pawn · c4 white pawn · h4 white pawn · d2 black bishop · f2 white pawn · g2 white king | d8 black rook · h8 black king · f7 white rook · d6 black pawn · g6 black pawn · h6 black pawn · d5 white bishop · e5 black pawn · g5 white pawn · c4 white pawn · h4 white pawn · d2 black bishop · f2 white pawn · g2 white king | d8 black rook · h8 black king · f7 white rook · d6 black pawn · g6 black pawn · h6 black pawn · d5 white bishop · e5 black pawn · g5 white pawn · c4 white pawn · h4 white pawn · d2 black bishop · f2 white pawn · g2 white king | d8 black rook · h8 black king · f7 white rook · d6 black pawn · g6 black pawn · h6 black pawn · d5 white bishop · e5 black pawn · g5 white pawn · c4 white pawn · h4 white pawn · d2 black bishop · f2 white pawn · g2 white king | d8 black rook · h8 black king · f7 white rook · d6 black pawn · g6 black pawn · h6 black pawn · d5 white bishop · e5 black pawn · g5 white pawn · c4 white pawn · h4 white pawn · d2 black bishop · f2 white pawn · g2 white king | d8 black rook · h8 black king · f7 white rook · d6 black pawn · g6 black pawn · h6 black pawn · d5 white bishop · e5 black pawn · g5 white pawn · c4 white pawn · h4 white pawn · d2 black bishop · f2 white pawn · g2 white king | 4 |
| 3 | d8 black rook · h8 black king · f7 white rook · d6 black pawn · g6 black pawn · h6 black pawn · d5 white bishop · e5 black pawn · g5 white pawn · c4 white pawn · h4 white pawn · d2 black bishop · f2 white pawn · g2 white king | d8 black rook · h8 black king · f7 white rook · d6 black pawn · g6 black pawn · h6 black pawn · d5 white bishop · e5 black pawn · g5 white pawn · c4 white pawn · h4 white pawn · d2 black bishop · f2 white pawn · g2 white king | d8 black rook · h8 black king · f7 white rook · d6 black pawn · g6 black pawn · h6 black pawn · d5 white bishop · e5 black pawn · g5 white pawn · c4 white pawn · h4 white pawn · d2 black bishop · f2 white pawn · g2 white king | d8 black rook · h8 black king · f7 white rook · d6 black pawn · g6 black pawn · h6 black pawn · d5 white bishop · e5 black pawn · g5 white pawn · c4 white pawn · h4 white pawn · d2 black bishop · f2 white pawn · g2 white king | d8 black rook · h8 black king · f7 white rook · d6 black pawn · g6 black pawn · h6 black pawn · d5 white bishop · e5 black pawn · g5 white pawn · c4 white pawn · h4 white pawn · d2 black bishop · f2 white pawn · g2 white king | d8 black rook · h8 black king · f7 white rook · d6 black pawn · g6 black pawn · h6 black pawn · d5 white bishop · e5 black pawn · g5 white pawn · c4 white pawn · h4 white pawn · d2 black bishop · f2 white pawn · g2 white king | d8 black rook · h8 black king · f7 white rook · d6 black pawn · g6 black pawn · h6 black pawn · d5 white bishop · e5 black pawn · g5 white pawn · c4 white pawn · h4 white pawn · d2 black bishop · f2 white pawn · g2 white king | d8 black rook · h8 black king · f7 white rook · d6 black pawn · g6 black pawn · h6 black pawn · d5 white bishop · e5 black pawn · g5 white pawn · c4 white pawn · h4 white pawn · d2 black bishop · f2 white pawn · g2 white king | 3 |
| 2 | d8 black rook · h8 black king · f7 white rook · d6 black pawn · g6 black pawn · h6 black pawn · d5 white bishop · e5 black pawn · g5 white pawn · c4 white pawn · h4 white pawn · d2 black bishop · f2 white pawn · g2 white king | d8 black rook · h8 black king · f7 white rook · d6 black pawn · g6 black pawn · h6 black pawn · d5 white bishop · e5 black pawn · g5 white pawn · c4 white pawn · h4 white pawn · d2 black bishop · f2 white pawn · g2 white king | d8 black rook · h8 black king · f7 white rook · d6 black pawn · g6 black pawn · h6 black pawn · d5 white bishop · e5 black pawn · g5 white pawn · c4 white pawn · h4 white pawn · d2 black bishop · f2 white pawn · g2 white king | d8 black rook · h8 black king · f7 white rook · d6 black pawn · g6 black pawn · h6 black pawn · d5 white bishop · e5 black pawn · g5 white pawn · c4 white pawn · h4 white pawn · d2 black bishop · f2 white pawn · g2 white king | d8 black rook · h8 black king · f7 white rook · d6 black pawn · g6 black pawn · h6 black pawn · d5 white bishop · e5 black pawn · g5 white pawn · c4 white pawn · h4 white pawn · d2 black bishop · f2 white pawn · g2 white king | d8 black rook · h8 black king · f7 white rook · d6 black pawn · g6 black pawn · h6 black pawn · d5 white bishop · e5 black pawn · g5 white pawn · c4 white pawn · h4 white pawn · d2 black bishop · f2 white pawn · g2 white king | d8 black rook · h8 black king · f7 white rook · d6 black pawn · g6 black pawn · h6 black pawn · d5 white bishop · e5 black pawn · g5 white pawn · c4 white pawn · h4 white pawn · d2 black bishop · f2 white pawn · g2 white king | d8 black rook · h8 black king · f7 white rook · d6 black pawn · g6 black pawn · h6 black pawn · d5 white bishop · e5 black pawn · g5 white pawn · c4 white pawn · h4 white pawn · d2 black bishop · f2 white pawn · g2 white king | 2 |
| 1 | d8 black rook · h8 black king · f7 white rook · d6 black pawn · g6 black pawn · h6 black pawn · d5 white bishop · e5 black pawn · g5 white pawn · c4 white pawn · h4 white pawn · d2 black bishop · f2 white pawn · g2 white king | d8 black rook · h8 black king · f7 white rook · d6 black pawn · g6 black pawn · h6 black pawn · d5 white bishop · e5 black pawn · g5 white pawn · c4 white pawn · h4 white pawn · d2 black bishop · f2 white pawn · g2 white king | d8 black rook · h8 black king · f7 white rook · d6 black pawn · g6 black pawn · h6 black pawn · d5 white bishop · e5 black pawn · g5 white pawn · c4 white pawn · h4 white pawn · d2 black bishop · f2 white pawn · g2 white king | d8 black rook · h8 black king · f7 white rook · d6 black pawn · g6 black pawn · h6 black pawn · d5 white bishop · e5 black pawn · g5 white pawn · c4 white pawn · h4 white pawn · d2 black bishop · f2 white pawn · g2 white king | d8 black rook · h8 black king · f7 white rook · d6 black pawn · g6 black pawn · h6 black pawn · d5 white bishop · e5 black pawn · g5 white pawn · c4 white pawn · h4 white pawn · d2 black bishop · f2 white pawn · g2 white king | d8 black rook · h8 black king · f7 white rook · d6 black pawn · g6 black pawn · h6 black pawn · d5 white bishop · e5 black pawn · g5 white pawn · c4 white pawn · h4 white pawn · d2 black bishop · f2 white pawn · g2 white king | d8 black rook · h8 black king · f7 white rook · d6 black pawn · g6 black pawn · h6 black pawn · d5 white bishop · e5 black pawn · g5 white pawn · c4 white pawn · h4 white pawn · d2 black bishop · f2 white pawn · g2 white king | d8 black rook · h8 black king · f7 white rook · d6 black pawn · g6 black pawn · h6 black pawn · d5 white bishop · e5 black pawn · g5 white pawn · c4 white pawn · h4 white pawn · d2 black bishop · f2 white pawn · g2 white king | 1 |
|   | a | b | c | d | e | f | g | h |   |

2011년 4월 2일, 폴가르는 프랑스 엑스레뱅에서 열린 유럽 개인 체스 챔피언십에서 4인 공동 1위를 차지했다. 167명의 그랜드마스터를 포함한 393명의 선수가 참가한 이 토너먼트는 러시아의 블라디미르 포트킨이 타이브레이크로 우승했고, GM 라도스와프 보이타셰크는 은메달을, 폴가르는 동메달을 획득하며 3위를 차지했다. 폴가르는 그녀의 창의적인 공격과 엔드게임 기술로 칭찬받았다. 폴가르는 남자 챔피언십에서 상위 3위 안에 든 최초의 여성이 되었다. 경쟁 체스로의 폴가르의 복귀가 이어져, 2011년 7월 그녀는 제39회 그리스 팀 전국 선수권 대회에 참가하여 4경기 중 3.5점을 기록했다. 또한 2011년 7월, 폴가르는 세계 팀 챔피언십에서 헝가리 대표로 3번 보드에서 뛰었다. 헝가리는 10개 팀 중 5위를 차지했으며, 개인적으로 폴가르는 50명의 선수 중 16위를 기록했다.
2011년 9월, 폴가르는 체스 월드컵에 참가했다. 이 대회는 128명의 선수가 참가하는 대규모 상금과 세계 챔피언십 주기를 위한 상위 3위 자격이 부여되는 토너먼트였다. 폴가르는 마지막 8명 안에 들었지만 페테르 스비들러에게 패배하여 탈락했다. 폴가르의 하이라이트는 토너먼트의 1번 시드이자 세계 5위 선수인 세르게이 카랴킨을 탈락시킨 것이었다. 2011년 10월, 폴가르는 유니브 2011 대회에 참가했다. 그녀는 엘리트 4인 크라운 그룹에서 블라디미르 크람니크와 아니쉬 기리에게 패배하며 최하위를 기록했다.
2011년 9월, 폴가르는 마침내 FIDE 평점 2701점으로 "슈퍼 GM" 상태로 복귀했으며 11월에는 2710점으로 상승하여 세계 35위를 기록했다.
2012년 1월, 폴가르는 트레이드와이즈 지브롤터 토너먼트에 참가하여 10경기에서 7점을 기록했다. 1990년 체스 올림피아드에서 노나 가프린다시빌리에게 패배한 이후 22년 만에 폴가르는 여성 선수에게 클래식 경기에서 패배했다 여성 세계 챔피언 허우이판이 개인 경기에서 승리하고 나이젤 쇼트와의 플레이오프에서 패배하기 전에 공동 1위를 차지했다.
2013년, 폴가르는 2012년 최고의 여성 선수로 선정되어 FIDE 카이사상을 수상했다. 이 상은 로보르타스 클래식 주얼리 하우스 장인들이 디자인하고 제작한 것으로, 2013년 10월 2일 탈린에서 열린 제84회 FIDE 총회에서 수여되었다.
2013년 10월 5일, 폴가르는 Chess.com의 데스 매치 18번째 에디션에서 나이젤 쇼트와 경기했다. 최종 점수는 폴가르가 17.5 대 10.5로 승리했다. 그들은 총 28경기를 치렀는데, 점점 빨라지는 시간 제어 세 단계로 나뉘었다. 첫 번째는 5+1, 두 번째는 3+1, 마지막은 1+1이었다. 폴가르는 나중에 자신의 페이스북 페이지에 "나이젤과 경기하는 것이 정말 즐거웠다..."라고 언급했다. 나이젤은 농담으로 트윗했다. "정말 형편없는 체스였다. 가서 목을 매달아야겠다..."
2014년 세계 래피드 및 블리츠 체스 챔피언십에서 그녀는 블리츠 챔피언십에서 26위, 래피드 챔피언십에서 56위를 차지했다.
2014년 8월 13일, 그녀는 런던 신문 타임스에서 최고 수준의 체스에서 은퇴한다고 발표했다.

## 경기 스타일
폴가르는 포지셔널 플레이에 대한 이해가 깊으면서도 전술에 뛰어나며, 주도권을 극대화하고 적극적으로 복잡한 상황을 추구하는 공격적인 플레이 스타일로 알려져 있다. 전 세계 챔피언 가리 카스파로프는 그녀의 경기를 바탕으로 "체스에서 '여자처럼 플레이한다'는 말이 의미하는 것이 있다면, 그것은 끊임없는 공격성을 의미할 것"이라고 썼다. 어린 시절, 그녀는 과감한 갬빗과 공격을 기꺼이 사용하는 것으로 체스 팬들에게 특히 인기가 많았다. 십대 시절, 폴가르는 오프닝 변형인 킹스 비숍스 갬빗의 인기에 기여한 것으로 평가받는다. 폴가르는 공격적인 오프닝을 선호하여 백으로는 1.e4를, 흑으로는 시실리안 또는 킹스 인디언 디펜스를 사용하지만, 그녀의 오프닝 선택은 코치에 따라 달라질 것이라고도 말했다. 작가이자 두 차례 미국 여성 체스 챔피언인 제니퍼 샤하데는 폴가르의 롤모델로서의 영향력이 여성들이 남성보다 더 공격적인 체스를 두는 이유 중 하나일 수 있다고 제안했다. 폴가르와의 개인적인 만남을 묘사하면서 전 미국 챔피언 조엘 벤저민은 "5시간 동안 전면전이었다. 나는 완전히 지쳤다. 그녀는 체스판 위의 호랑이다. 그녀는 절대적으로 살인 본능을 가지고 있다. 실수를 한 번 하면 곧장 목을 노린다"고 말했다.
폴가르는 특히 빠른 시간 제어에 능숙하다. 그녀가 아직 어렸을 때 슈피겔은 그녀에 대해 "그녀의 블리츠 경기 중 전술적인 번개는 더 높은 평점을 받은 많은 상대들을 당황하게 했다"고 썼다.
폴가르는 체스의 심리학적 측면을 높이 평가한다고 말했다. 그녀는 "객관적인" 체스를 두기보다 상대의 스타일을 배워 의도적으로 그 선수에게 맞춰 플레이하는 것을 선호한다고 밝혔다. 2002년 카스파로프에게 승리한 경기(25분 시간 제어)에서 그녀는 의도적으로 카스파로프가 블라디미르 크람니크를 상대로 사용했던 라인을 선택하여 상대를 "자신과 싸우게" 하는 전략을 사용했다. 카스파로프의 대응은 부적절했고 그는 곧 열악한 위치에 놓이게 되었다. 컴퓨터와 경기하는 것에 대해 질문받았을 때 그녀는 "체스는 30%에서 40%가 심리이다. 컴퓨터와 경기할 때는 이것이 없다. 나는 컴퓨터를 혼란스럽게 할 수 없다"고 말했다.

## 체스 전문가

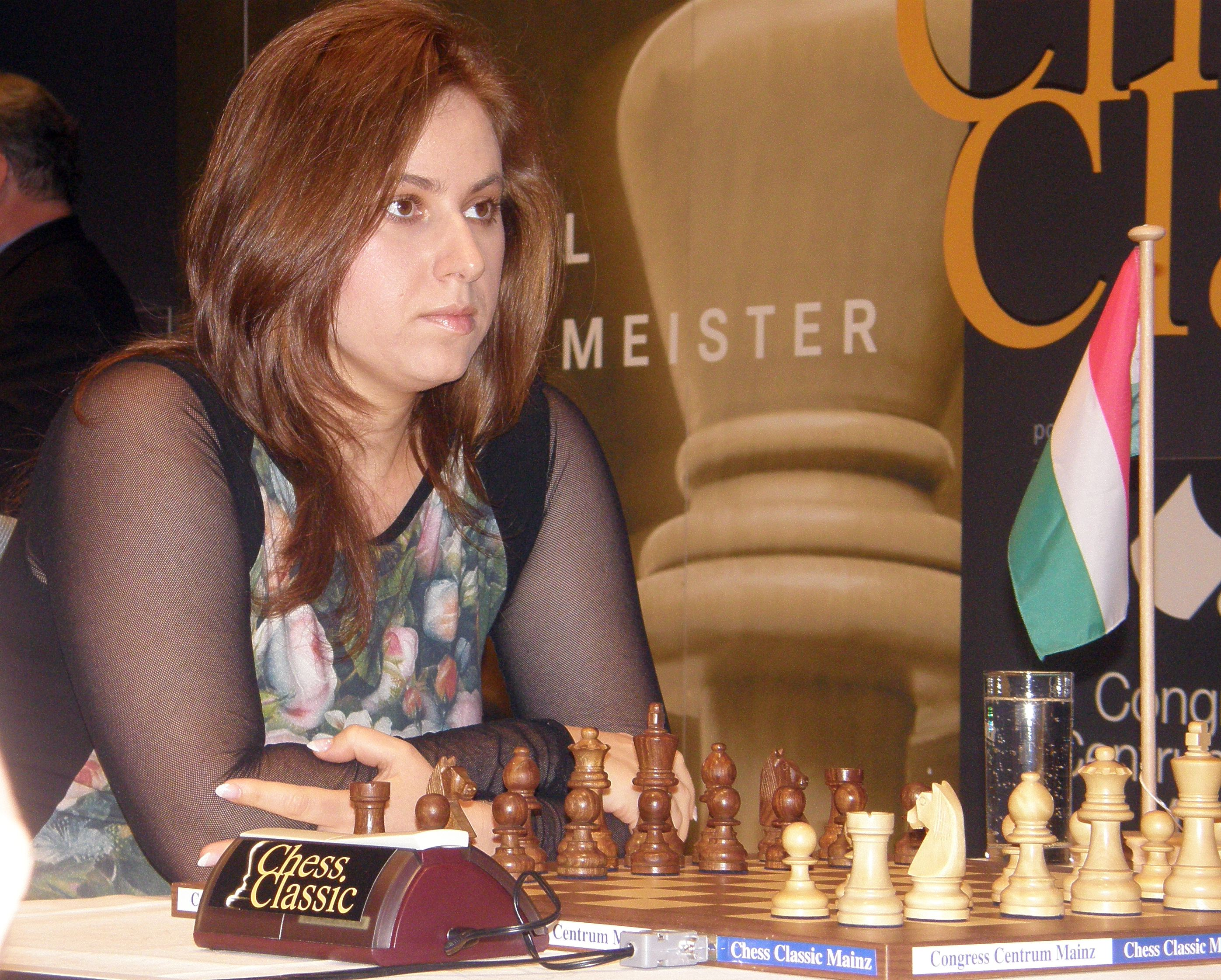
2008년 마인츠 체스 클래식의 폴가르

폴가르는 프로 체스 선수의 삶에 대해 말하면서 "때로는 매우 이기적이어야 한다"고 말했다. "토너먼트에 참가하면 자신만 생각해야 한다. 아내나 아이들은 생각할 수 없고 오직 자신만 생각해야 한다." 2002년에 세계 챔피언십에서 우승하기를 여전히 원하는지 질문받았을 때 그녀는 "체스는 나의 직업이고 물론 발전하기를 바란다. 하지만 세계 챔피언이 되기 위해 모든 것을 포기하지는 않을 것이다. 나에게는 내 삶이 있다"고 말했다.
폴가르는 영구적인 코치가 없었지만, GM 레프 프사히스 또는 GM 미하일 마린의 도움을 받았다고 말했다. 그녀는 세컨드를 거의 사용하지 않았고 토너먼트에 갈 때 보통 남편이 동행했다고 말했다. 폴가르는 토너먼트 준비 방식을 바꿨다고 말했다. "이제 경험을 더 많이 활용하고 노력이 헛되지 않도록 더 효율적으로 일하려고 노력한다"고 그녀는 2008년에 말했다.
두 자녀에게 집중하느라 폴가르는 훈련하고 경쟁적으로 경기를 할 시간이 거의 없었고, 그녀의 랭킹은 2005년 8위에서 2009년 50위 중반으로 떨어졌다. 그녀는 이스라엘에서 열린 2009년 마카비아 경기 대회에 참가하여 대회 최우수 여성 선수로 선정되었다. 폴가르는 2014년 8월 허우이판이 86위에 오르기 전까지 톱 100위 안에 드는 유일한 여성 선수였다. 폴가르는 2014년 9월 마지막 공식 경기를 치렀고 1년 후 활동 중단으로 인해 톱 100위 명단에서 제외되었다. 폴가르는 여전히 톱 50위 안에 든 유일한 여성이다. 어머니가 되는 것과 체스를 두는 것을 비교하며 폴가르는 이제 체스 토너먼트가 "휴가처럼 느껴진다"고 말했다. 아이들을 돌보기 위해 잠시 체스를 쉬다가 다시 체스로 돌아온 이유를 묻자 그녀는 "체스 없이는 살 수 없다! 그것은 내 삶의 필수적인 부분이다. 나는 이 게임을 즐긴다!"라고 말했다.
25년 동안 가장 높은 평점을 받은 여성이었음에도 불구하고 폴가르는 여성 세계 챔피언십에 참가한 적이 없다. 2011년 인터뷰에서 그녀는 이 가능성에 대해 질문을 받았다. 폴가르는 과거에는 참가에 관심이 없었지만 최근 몇 년 동안 "몇몇 여성 선수들의 사고방식이 바뀌었다"고 말했다. 폴가르는 자신이 참가를 고려하려면 도전이 되어야 하며 "단지 타이틀을 위해 플레이하기 위해 아주 좋은 제안을 받는다면"이라고 말했다.
폴가르는 체스 어린이 도서 시리즈인 '체스 놀이터'를 집필했다. 그녀의 언니 소피아는 삽화를 그렸다.
2013년 3월, 그녀는 "선수로서의 세계적으로 인정받는 삶의 업적, 체스 게임 홍보, 체스의 교육적 이점 증진 노력"으로 헝가리 최고의 훈장 중 하나인 헝가리 공로장성십자훈장을 수여받았다. 2015년 8월, 그녀는 헝가리 최고 훈장인 헝가리 성 슈테판 훈장을 수여받았다.

## 개인 생활
2000년 8월, 폴가르는 헝가리 수의사 구스타프 폰트와 결혼했다. 그들은 아들 올리버(2004년생)와 딸 한나(2006년생)를 두었다. 유디트는 헝가리에 남아 있었지만, 그녀의 언니들과 부모님은 결국 이민을 갔다. 소피아는 이스라엘로, 수잔은 미국으로, 그녀의 부모님은 이스라엘과 미국으로.
폴가르 가족의 여러 구성원들은 홀로코스트로 살해되었고, 그녀의 할머니는 아우슈비츠 강제 수용소 생존자였다.

## 주목할 만한 경기
- J. 폴가르 대 V. 아난드, 도스 에르마나스 1999 시실리안 디펜스: 스케베닝겐 변형. 딜레이드 케레스 어택 페레니 갬빗 (B90) · 1–0 보관됨 22 8월 2010 - 웨이백 머신 폴가르 가족의 전 트레이너인 IM 티보르 카롤리는 이 경기를 여성이 플레이한 가장 아름다운 경기라고 불렀다.[249][250]
- 유디트 폴가르 대 페렌츠 베르케스, 헝가리스트 호텔 슈퍼 체스 토너먼트 2003 · 프렌치 디펜스: 클래시컬. 번 변형 메인 라인 (C11) · 1–0 보관됨 5 3월 2010 - 웨이백 머신 폴가르의 상대는 14.Bxa8를 예상하고 14...g4틀:체스 주석 기호로 응수할 계획이었으나, 그녀는 14.g4틀:체스 주석 기호를 터뜨렸다.[251]
- 알렉세이 시로프 대 유디트 폴가르, 부에노스아이레스 ARG 1994 · 시실리안 디펜스: 폴센. 노멀 변형 (B45) · 0–1 보관됨 24 8월 2011 - 웨이백 머신 폴가르는 틀:체스 용어 목록을 사용하여 시로프의 폰 전열을 깨뜨린다. 그녀는 이 경기를 이기는 데 48분밖에 걸리지 않았다.
- 유디트 폴가르 대 나이젤 쇼트, 1994 뉴욕 PCA/인텔-GP 래피드 녹아웃 토너먼트. 1–0. 프렌치 디펜스 스테이니츠 변형에서 쇼트는 초반에 폴가르의 킹을 몰아붙이는 압도적인 공격을 펼치는 것처럼 보였다. 그러나 쇼트의 공격은 힘을 잃었고, 폴가르는 빠르게 회복하여 쇼트의 말을 봉쇄하고 그의 킹을 노출시켰다.
- 폴가르 대 가리 카스파로프, 러시아 대 세계 나머지 팀 경기, 모스크바 2002 스페인 게임: 베를린 디펜스. 에르메트 변형 (C67) · 1–0 보관됨 19 10월 2021 - 웨이백 머신 폴가르는 체스 역사상 최초로 여성이 세계 랭킹 1위 체스 선수를 경기에서 물리치며 역사를 만들었다.

## 유디트 폴가르 체스 재단
유디트 폴가르 체스 재단은 두 가지 교육 프로그램을 개발했다. 하나는 초등학생(1~4학년)을 위한 체스 궁전(Chess Palace)이고, 다른 하나는 미취학 아동을 위한 체스 놀이터(Chess Playground)이다. 이 프로그램의 목표는 체스를 통해 다양한 기술(문제 해결, 전략적 사고 등)을 향상시키는 것이다. 체스의 체계적인 규칙은 일반 과목(수학, 언어 등)의 지식을 처리하는 데도 사용된다. 이 프로그램은 헝가리에서 매우 성공적이며 헝가리 국가 교육과정의 일부이다. 2015년 프랑크푸르트 도서전에서 체스 궁전 책 시리즈는 유럽 최고의 학습 자료상(BELMA) 특별상을 수상했다.

## 도서
- 유디트 폴가르: 내가 피셔의 기록을 깬 방법 (영어, 독일어, 프랑스어, 헝가리어)
- 유디트 폴가르: GM에서 톱 10으로 (영어, 독일어, 프랑스어, 헝가리어)
- 유디트 폴가르: 여왕들의 게임 (영어, 독일어, 프랑스어, 헝가리어)

미취학 아동을 위한 교육 체스 연습 책 및 교사를 위한 방법론 자료 (헝가리어):
- 칼란도자소크 어 사크타블란 (체스판 위의 모험)
- 사클레페셰크 (체스 움직임)
- 사크 에스 마트 (체크와 메이트)

초등학생을 위한 교육 체스 서적 및 연습 책, 교사를 위한 방법론 자료 (헝가리어):
- 사크팔로타 (체스 궁전), 시리즈 1-4.

## 수상
- 헝가리 올해의 체스 선수 (1989, 1991, 1993, 1994, 1998-2003, 2005-2012, 2014)
- 8회 체스 오스카 수상 – 연간 성과: 1988, 1995, 1996, 2000, 2001, 2002 – 세기의 여성 체스 선수: 2001
- FIDE 카이사상 (새로 제정된 "체스 오스카"): 2012[255]
- 헝가리 공로장 기사십자장 (부다페스트, 2003)[256]
- 헝가리 공로장 성십자 지휘관 훈장 (부다페스트, 2013)
- 프리마 프리미시마 (부다페스트, 2014)
- 불멸의 헝가리 선수 협회 회원 (부다페스트, 2014)
- 헝가리 성 슈테판 훈장 (부다페스트, 2015)[257]
- 유럽 최고의 학습 자료상 – 체스 궁전 프로그램 (프랑크푸르트, 2015)
- 부다페스트 명예 시민 (부다페스트, 2016)[258]
- UCD 문학 및 역사 협회 제임스 조이스상 (더블린 2017)[259]
- ECU 유럽 골든 폰, "유럽 체스 전설" (몬테카를로, 2019)[260]
- 헝가리 체육대학교 명예박사 (부다페스트, 2020)[261]
- 세계 체스 명예의 전당 헌액 (세인트루이스, 2021)[262]
- FIDE 아이콘 상 (첸나이, 2022)[263]
- FIDE100 상, 최우수 선수 – 여성 (부다페스트, 2024),[264] 역대 최고의 여성 체스 선수[265]

## 같이 보기
- 유대인 체스 선수 목록

## 내용주
1. ↑  그 후 그녀는 향후 12개월 동안 목록에서 제거될 수 없었기 때문에, 2015년 3월 랭킹 목록에서 중국 선수 허우이판에게 '공식적으로' 추월당했다. 그녀는 국제 체스 연맹 세계 랭킹에서 마지막으로 등장한 2015년 8월 여성 랭킹 목록에서 다시 1위를 차지했다.

## 문학
- Forbes, Cathy (1992), 《The Polgar Sisters: Training or Genius?》, Henry Holt & Co., ISBN 0-8050-2426-3
- Hurst, Sarah (2002), 《Curse of Kirsan: Adventures in the Chess Underworld》, Russell Enterprises, ISBN 1-888690-15-1
- Karolyi, Tibor (2004), 《Judit Polgár, the Princess of Chess》, Batsford, ISBN 0-7134-8890-5
- Polgar, Susan; Truong, Paul (2005), 《Breaking Through : How the Polgar Sisters Changed the Game of Chess》, Everyman Chess, ISBN 1-85744-381-0
- Shahade, Jennifer (2005), 《Chess Bitch: Women In The Ultimate Intellectual Sport》, Siles Press, ISBN 1-890085-09-X
- Polgár, Judit; Kepes, András (2008). 《Matt a férfiaknak (Checkmate to Men) English translation due 2009》.
- Polgar, Judit (2010), 《Chess Playground》, Caissa Hungary, ISBN 978-963-06-9620-3